# Liste von Persönlichkeiten aus Cleveland
Diese Liste zählt Personen auf, die in der US-amerikanischen Stadt Cleveland geboren wurden oder längere Zeit vor Ort gewirkt haben.

## In Cleveland geborene Persönlichkeiten

### 19. Jahrhundert

#### 1801–1880

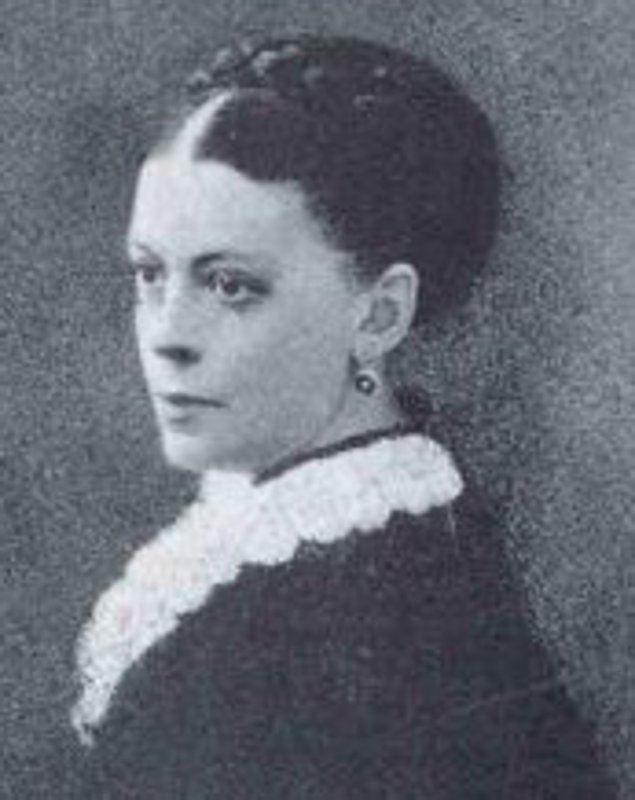
Sarah Chauncey Woolsey
(1835–1905)

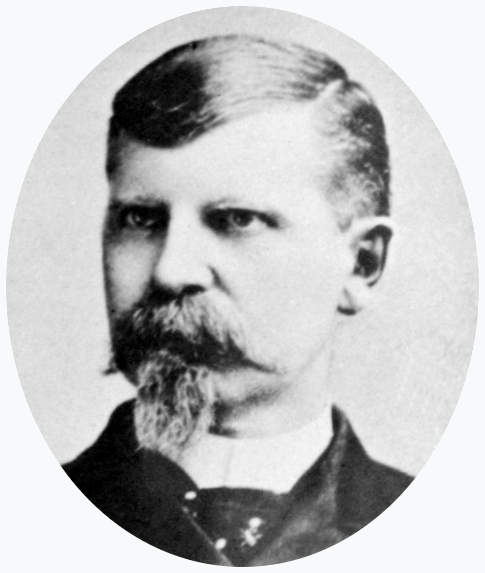
Joseph H. Outhwaite
(1841–1907)

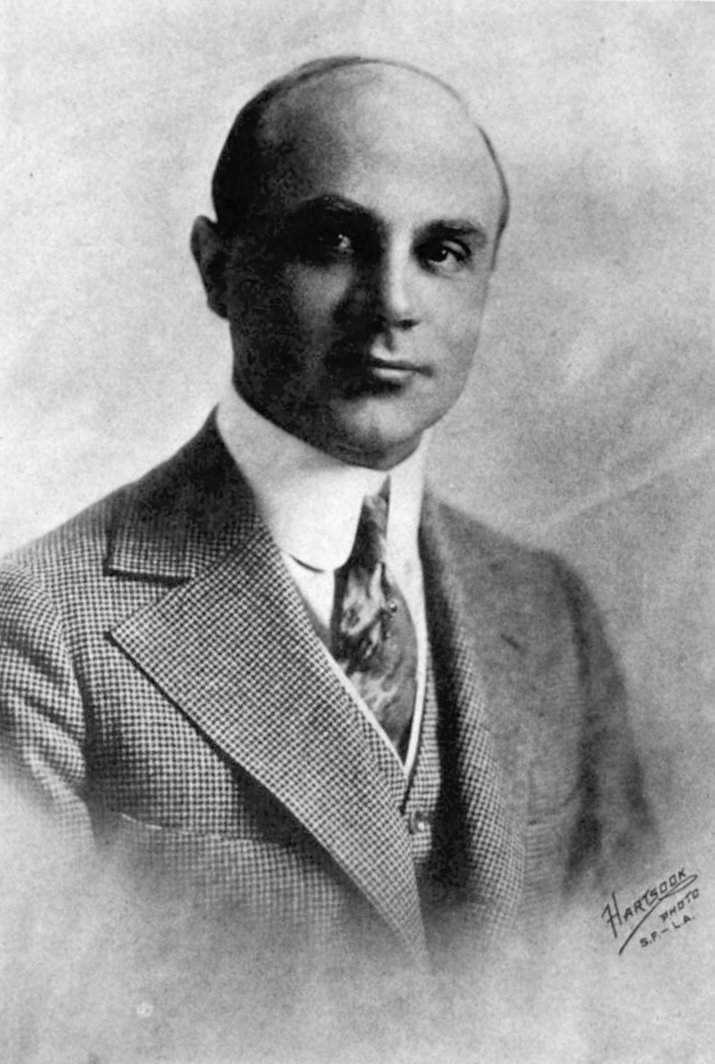
Oscar Apfel
(1878–1938)

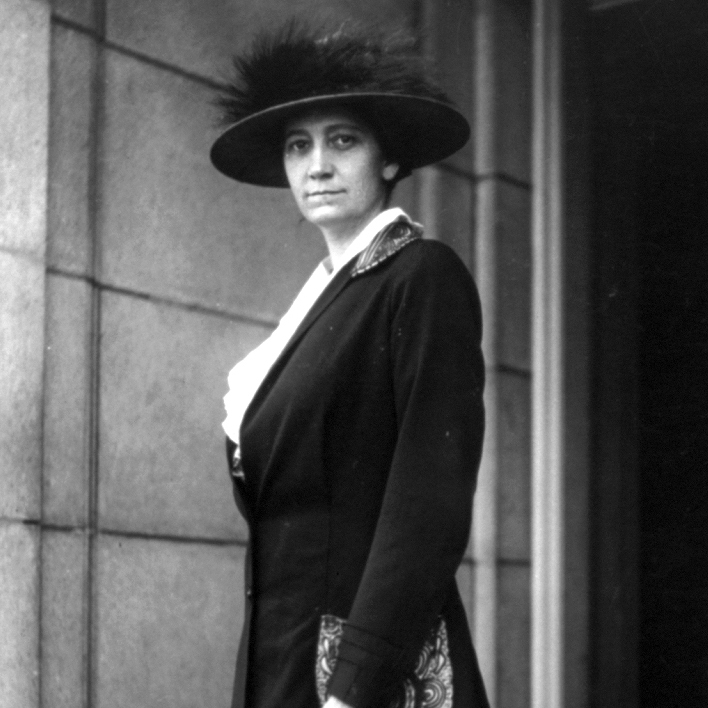
Ruth McCormick-Simms
(1880–1944)

- William Hayes (zwischen 1828 und 1832 – 1877), Blackbirder, Kapitän und Sklavenhändler
- Sarah Chauncey Woolsey (1835–1905), Kinderbuchautorin
- Joseph H. Outhwaite (1841–1907), Politiker
- Edward Lane (1842–1912), Politiker
- Lucien Baker (1846–1907), Politiker
- William Keith Brooks (1848–1908), Zoologe
- James Ford Rhodes (1848–1927), Historiker und Pulitzer-Preisträger
- Alfred Henry Lewis (1855–1914), Schriftsteller und Journalist
- Albert B. White (1856–1941), Politiker
- John Jacob Abel (1857–1938), Biochemiker und Pharmakologe
- Charles W. Chesnutt (1858–1932), Schriftsteller
- Daria Karađorđević (1859–1938), US-amerikanische Golfspielerin und Prinzessin von Serbien
- Frank Mallory (1862–1941), Pathologe
- George Stephan (1862–1944), Politiker
- William M. Burton (1865–1954), Chemiker
- Ed Delahanty (1867–1903), Baseballspieler
- Max Bohm (1868–1923), Maler
- Harvey Cushing (1869–1939), Neurologe und Chirurg
- Caroline Ellen Furness (1869–1936), Astronomin
- Peter Witt (1869–1948), Politiker und Verkehrsexperte
- Clare Benedict (1870–1961), Autorin und Mäzenin
- Tom Delahanty (1872–1951), Baseballspieler
- Käthe Papke (1872–1951), Schriftstellerin
- Frank Joseph Goldsoll (1873–1934/1935), Geschäftsmann
- William Ernest Hocking (1873–1966), Theologe und Philosoph
- Thomas Charles O’Reilly (1873–1938), Geistlicher
- Clarence Kolb (1874–1964), Schauspieler
- Forest Montgomery (1874–1947), Tennisspieler
- John D. Rockefeller, Jr. (1874–1960), Mitglied der berühmten Familie Rockefeller
- Joe Delahanty (1875–1936), Baseballspieler
- Walter Lyman Upson (1877–1974), Elektroingenieur und Professor
- Anastasia von Griechenland (1878–1923), Erbin; gehörte durch Heirat dem europäischen Adel an
- Oscar Apfel (1878–1938), Schauspieler, Stummfilmregisseur, Drehbuchautor und Produzent
- Harry L. Davis (1878–1950), Politiker
- Jim Delahanty (1879–1953), Baseballspieler
- Edward Hennig (1879–1960), Turner
- Robert J. Bulkley (1880–1965), Politiker
- Ruth McCormick-Simms (1880–1944), Politikerin
- James Augustine McFadden (1880–1952), römisch-katholischer Geistlicher, Bischof von Youngstown
- Joseph Stadler (1880–1950), Leichtathlet, Medaillengewinner bei Olympia

#### 1881–1900

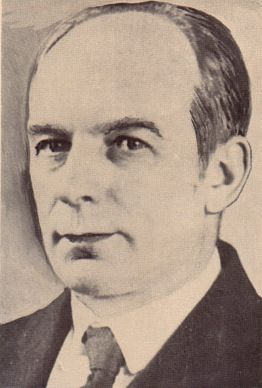
Charles Ruthenberg
(1882–1927)

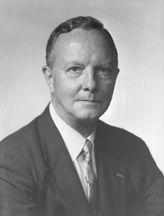
Stephen M. Young
(1889–1984)

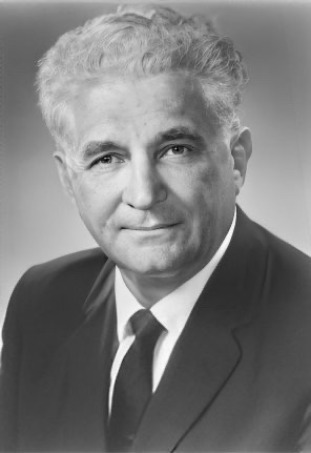
Frank J. Lausche
(1895–1990)

- Ferdinand Burgdorff (1881–1975), Maler, Radierer und Druckgrafiker
- Frank Delahanty (1882–1966), Baseballspieler
- Charles Ruthenberg (1882–1927), Gründer der Kommunistischen Partei der USA
- Clarence A. Dykstra (1883–1950), Politikwissenschaftler und Präsident der American Political Science Association
- Margaret Joslin (1883–1956), Schauspielerin
- Ralph Bard (1884–1975), Beamter der US Navy
- Isaac C. Kidd (1884–1941), Admiral
- Emerson Whithorne (1884–1958), Komponist
- Hugo Robus (1885–1964), Maler und Bildhauer
- Roland West (1885–1952), Schauspieler, Filmregisseur und Drehbuchautor
- John Howard Dellinger (1886–1962), Telekommunikationsingenieur
- Egmont H. Arens (1888–1966), Industriedesigner und Redakteur
- Johnny Kilbane (1889–1957), Boxer
- Harry Lewis Woods (1889–1968), Schauspieler
- Stephen M. Young (1889–1984), Politiker
- George Ault (1891–1948), Maler
- Helen Gibson (1892–1977), Schauspielerin, Vaudeville-Künstlerin und Kunstreiterin
- Leon Duray (1894–1956), Autorennfahrer
- Joseph Patrick Hurley (1894–1967), römisch-katholischer Bischof von Saint Augustine
- Frank J. Lausche (1895–1990), Politiker; Gouverneur von Ohio
- George H. Bender (1896–1961), Politiker
- Thomas J. Herbert (1894–1974), Politiker; Gouverneur von Ohio
- Frank A. Allen, Jr. (1896–1979), Generalmajor der United States Army
- Robert Dean Frisbie (1896–1948), Schriftsteller
- Ernst Bernhard Schulz (1896–1985), Politikwissenschaftler
- David O. Cauldwell (1897–1959), Sexualmediziner
- Albert Schneider (1897–1986), kanadischer Boxer, Olympiasieger
- Thomas A. Burke (1898–1971), Politiker
- William Jordan (1898–1968), Ruderer
- Albert William Recht (1898–1962), Astronom
- Ralph Steiner (1899–1986), Fotograf und Dokumentarfilmer
- Earle R. Caley (1900–1984), Chemiker und Chemiehistoriker
- Alice Calhoun (1900–1966), Schauspielerin
- W. D. Flick (1900–1965), Tontechniker und Oscarpreisträger
- Earl Foster Thomson (1900–1971), Vielseitigkeits- und Dressurreiter

### 20. Jahrhundert

#### 1901–1910

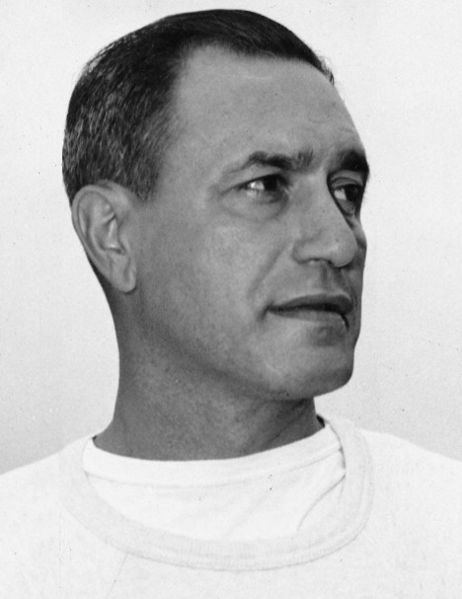
Benny Friedman
(1905–1982)

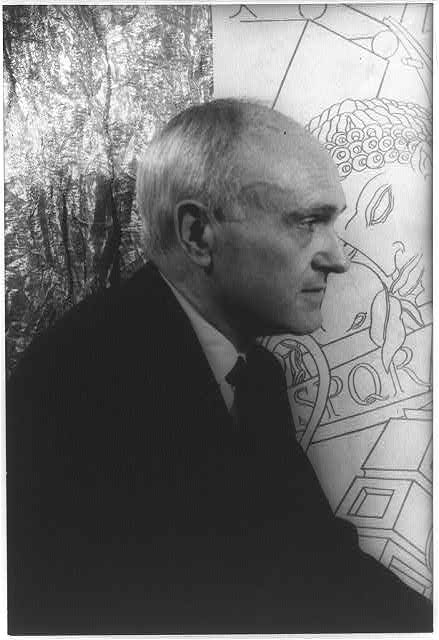
Philip Johnson
(1906–2005)

- William H. Daniels (1901–1970), Kameramann
- Brian Donlevy (1901–1972), Schauspieler
- Margaret Hamilton (1902–1985), Schauspielerin
- Mina Rees (1902–1997), Mathematikerin
- Willis Todhunter Ballard (1903–1980), Autor
- Mike Michalske (1903–1983), Footballspieler und -trainer
- Kingsley A. Taft (1903–1970), Jurist und Politiker
- Clarence Edward Elwell (1904–1973), römisch-katholischer Geistlicher, Bischof von Columbus
- Herman Whiton (1904–1967), Segler
- Benny Friedman (1905–1982), American-Football-Spieler und -Trainer
- Saul Hertz (1905–1950), Mediziner, Pionier der Radiojodtherapie
- James Rorimer (1905–1966), Kunsthistoriker, Kurator und Direktor des Metropolitan Museum of Art in New York
- Charles Biederman (1906–2004), abstrakter Maler und Autor von Büchern zur Kunst
- Helen Boughton-Leigh (1906–1999), britisch-amerikanische Skirennläuferin
- Philip Johnson (1906–2005), Architekt
- Freddy Martin (1906–1983), Tenorsaxophonist und Bandleader
- Mark McElroy (1906–1981), Jurist und Politiker
- Orville Prescott (1906–1996), Literaturkritiker
- Walter M. Scott (1906–1989), Szenenbildner
- Lawrence Bayard Kiddle (1907–1991), Romanist und Hispanist
- Burgess Meredith (1907–1997), Schauspieler
- Jack Schaefer (1907–1991), Journalist und Schriftsteller
- Harry Fuchs (1908–1986), Cellist
- Howard Da Silva (1909–1986), Film- und Theaterschauspieler
- Addison Hehr (1909–1971), Filmarchitekt
- Roy Hertz (1909–2002), Mediziner, Endokrinologe und Onkologe
- Adrienne Marden (1909–1978), Schauspielerin
- John Joseph Krol (1910–1996), römisch-katholischer Erzbischof

#### 1911–1920

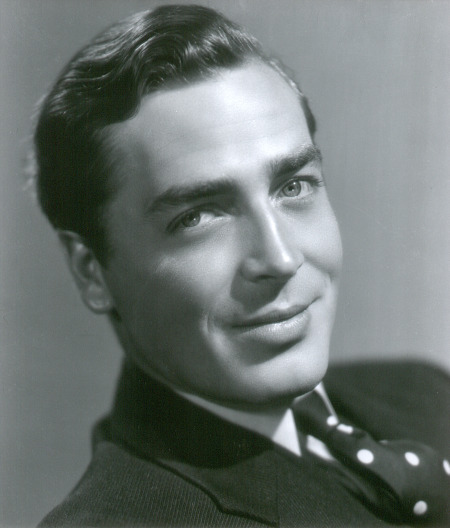
John Howard
(1913–1995)

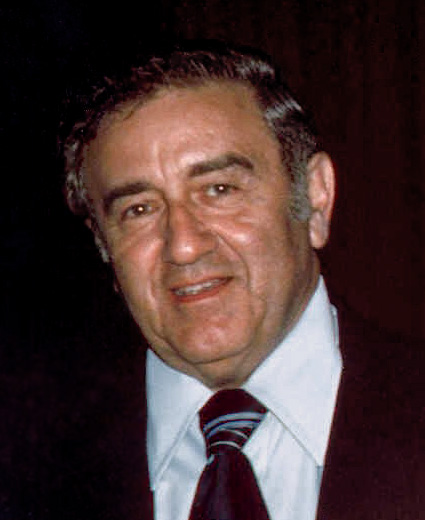
Jerry Siegel
(1914–1996)

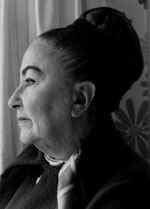
Eleanor Sokoloff
(1914–2020)

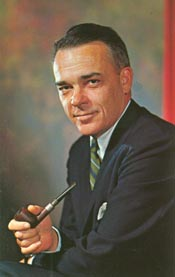
Oliver P. Bolton
(1917–1972)

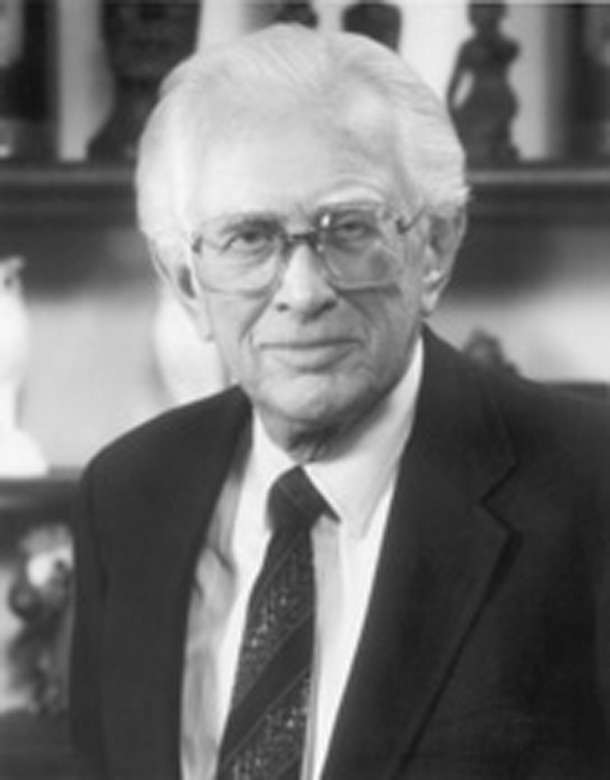
Howard Metzenbaum
(1917–2008)

- Joseph P. Free (1911–1974), biblischer Archäologe
- Sanford Gold (1911–1984), Jazzpianist
- Franklyn Marks (1911–1976), Komponist
- Carl Keenan Seyfert (1911–1960), Astronom
- Carmen Barth (1912–1985), Boxer und Olympiasieger im Mittelgewicht von 1932
- Robert L. Fish (1912–1981), Schriftsteller
- Godfrey Frankel (1912–1995), Fotograf und Sozialarbeiter
- Raymond Joseph Gallagher (1912–1991), römisch-katholischer Bischof von Lafayette in Indiana
- Mort Greene (1912–1992), Liedtexter, Autor, Filmproduzent und Filmkomponist
- Bill Mitchell (1912–1988), Autodesigner
- William S. Newman (1912–2000), Musikwissenschaftler, Pianist und Komponist
- Andre Norton (1912–2005), Science-Fiction- und Fantasy-Autorin
- Milton Shapp (1912–1994), Politiker
- Paul Zamecnik (1912–2009), Biochemiker und Molekularbiologe
- Jim Backus (1913–1989), Schauspieler und Synchronsprecher
- Blue Barron (1913–2005), Bigbandleader
- Ross N. Berkes (1913–2000), Politikwissenschaftler
- Elizabeth Monroe Boggs (1913–1996), Chemikerin und Aktivistin für geistig behinderte Kinder
- Janis Carter (1913–1994), Bühnen- und Filmschauspielerin
- Clare Grundman (1913–1996), Komponist und Arrangeur
- Mary Henle (1913–2007), Psychologin
- John Howard (1913–1995), Schauspieler
- Mary Kenneth Keller (1913–1985), Informatikerin
- Charles Vanik (1913–2007), Politiker
- Lew Wasserman (1913–2002), Medienunternehmer
- Samuel W. Alderson (1914–2005), Physiker und Erfinder
- Thomas D. Davies (1914–1991), Konteradmiral der US Navy
- Frederick Fennell (1914–2004), Dirigent und Komponist
- Eleanor Perry (1914–1981), Drehbuchautorin und Schriftstellerin
- Jerry Siegel (1914–1996), Comicautor
- Eleanor Sokoloff (1914–2020), Klassische Pianistin und Klavierpädagogin
- Harvey Brooks (1915–2004), Physiker und wissenschaftlicher Berater mehrerer Präsidenten
- Paul W. Brown (1915–2000), Jurist, Offizier und Politiker
- Walker O. Cain (1915–1993), Architekt
- Morey Feld (1915–1971), Jazzmusiker
- William Howell Masters (1915–2001), Gynäkologe
- Michael Joseph Murphy (1915–2007), römisch-katholischer Bischof
- Tony Strobl (1915–1991), Comic- und Trickfilmzeichner
- Ray Mack (1916–1969), Baseballspieler[1]
- Freddie Webster (1916–1947), Jazztrompeter
- Sandy Block (1917–1985), Jazz- und Studiomusiker
- Oliver P. Bolton (1917–1972), Politiker
- Tadd Dameron (1917–1965), Jazzpianist
- Ted Haworth (1917–1993), Szenenbildner
- Louis Laurie (1917–2002), Boxer im Fliegengewicht
- Howard Metzenbaum (1917–2008), Politiker
- Robert Ward (1917–2013), Komponist
- Harry George Drickamer (1918–2002), Chemiker
- David Ferrie (1918–1967), Pilot und Privatdetektiv
- John Gofman (1918–2007), Kernphysiker und Molekularbiologe
- Lee Rich (1918–2012), Film- und Fernsehproduzent
- Bull Moose Jackson (1919–1989), Tenorsaxophonist, Sänger und Bandleader
- William Lipscomb (1919–2011), Chemiker
- Joe Seneca (1919–1996), Komponist und Schauspieler
- Billy Varga (1919–2013), Ringer und Filmdarsteller
- James F. Calvert (1920–2009), Vizeadmiral der United States Navy
- Ross Hunter (1920–1996), Filmproduzent
- Herbert E. Warden (1920–2002), Herzchirurg

#### 1921–1930

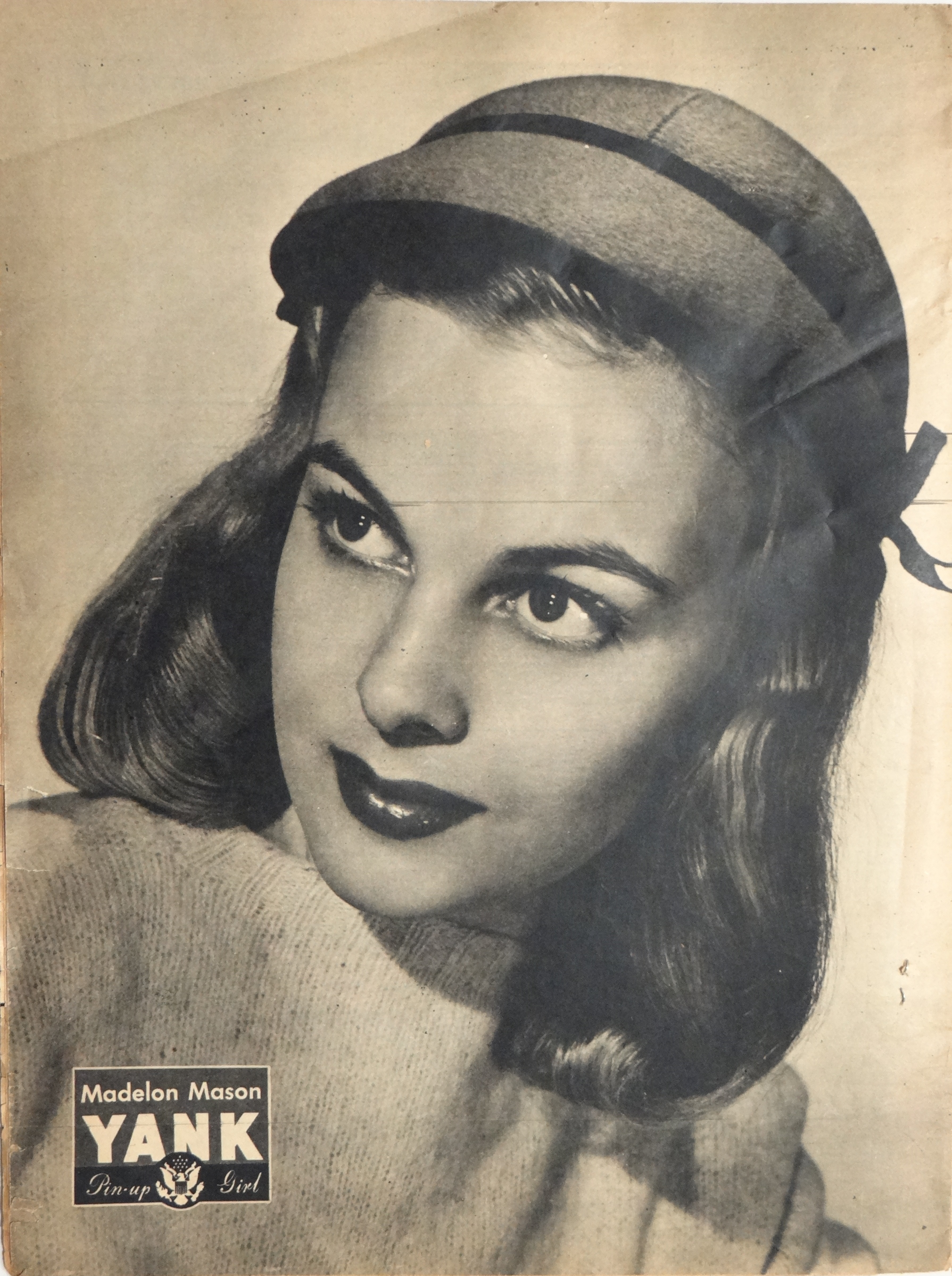
Madelon Mason
(1921–2011)

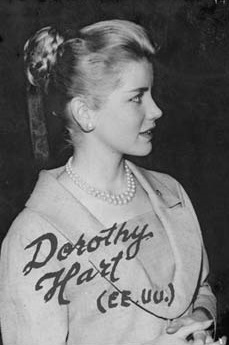
Dorothy Hart
(1923–2004)

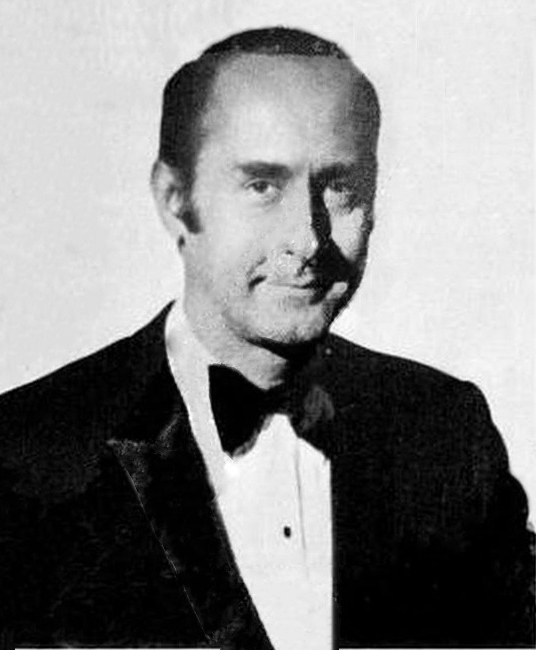
Henry Mancini
(1924–1994)

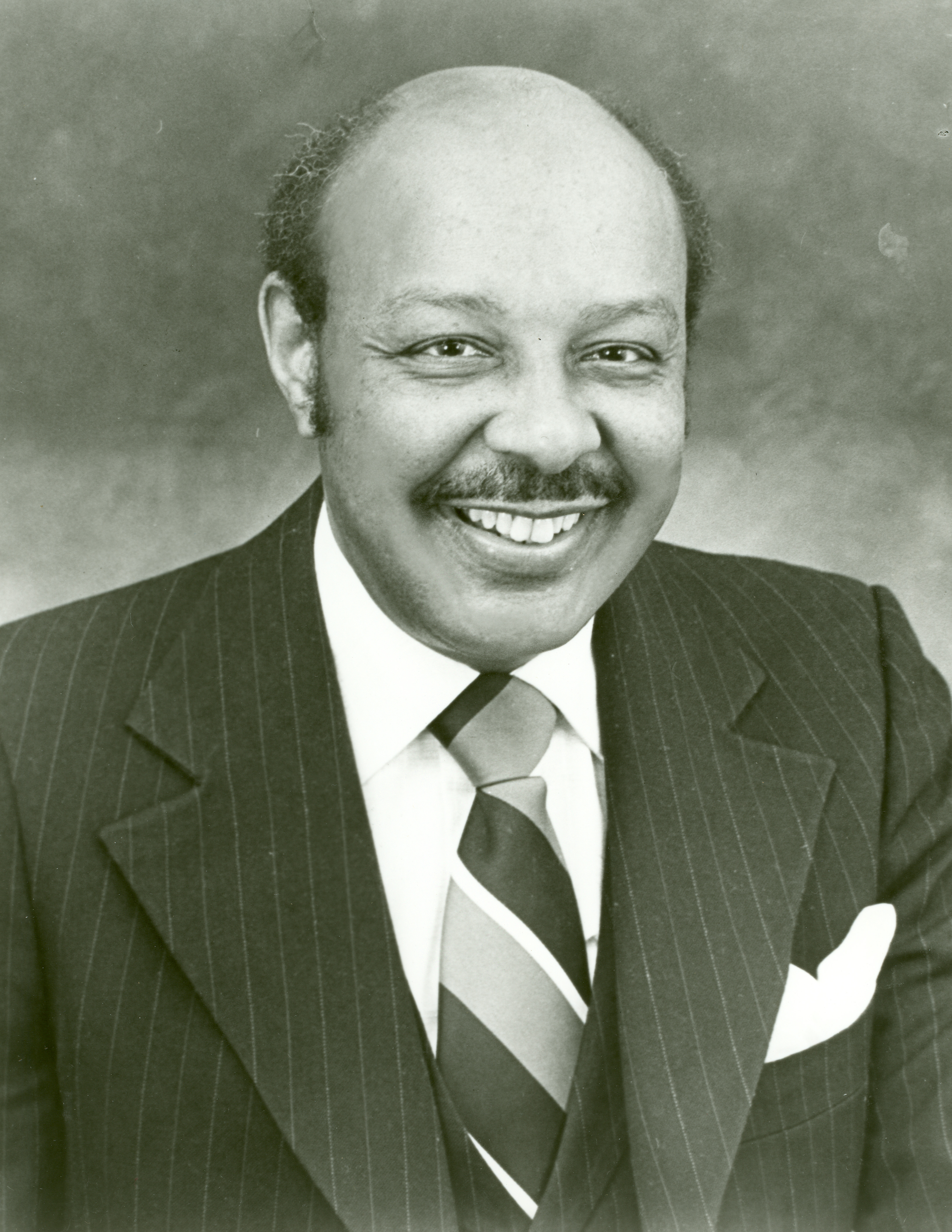
Louis Stokes
(1925–2015)

##### 1921–1925
- Joe Cabot (1921–2016), Jazz-Trompeter und Komponist
- Bill De Arango (1921–2005), Jazzgitarrist
- Herb Ellis (1921–2018), Schauspieler
- Grace Hoffman (1921–2008), Opernsängerin (Mezzosopran)
- Sam Manners, bürgerlich Savino Maneri (1921–2012), Filmproduzent
- Madelon Mason (1921–2011), Model
- Don McCafferty (1921–1974), Footballtrainer
- Chet Mutryn (1921–1995), Footballspieler
- Hatten Schuyler Yoder (1921–2003), Geophysiker und Petrologe
- Dorothy Dandridge (1922–1965), Schauspielerin und Sängerin
- Ruby Dee (1922–2014), Schauspielerin
- Homer Jacobson (* 1922), Chemiker
- Joey Maxim (1922–2001), Boxer
- Annette Warren (* 1922), Sängerin
- Dede Allen (1923–2010), Filmeditorin
- Theodore Bloomfield (1923–1998), Dirigent und Komponist
- Harrison Dillard (1923–2019), Leichtathlet
- Dorothy Hart (1923–2004), Schauspielerin
- Fats Heard (1923–1987), Jazzschlagzeuger
- Robert Frank Mager (1923–2020), Pädagoge
- Gene Reynolds (1923–2020), Schauspieler, Drehbuchautor, Fernsehregisseur und Fernsehproduzent
- Lincoln Wolfenstein (1923–2015), theoretischer Physiker
- Joseph Bova (1924–2006), Schauspieler
- William Goffman (1924–2000), Informationswissenschaftler
- Herbert Gold (1924–2023), Autor
- Sheldon Harris (1924–2005), Musikhistoriker
- Henry Mancini (1924–1994), Komponist von Filmmusiken
- Mildred Miller (1924–2023), Mezzosopranistin
- George Springer (1924–2019), Mathematiker und Informatiker
- Jack Weston (1924–1996), Schauspieler
- Milton Wolf (1924–2005), Diplomat
- Benny Bailey (1925–2005), Jazztrompeter
- Patricia M. Byrne (1925–2007), Diplomatin
- Hal Holbrook (1925–2021), Schauspieler
- David Layzer (1925–2019), Astrophysiker und Kosmologe
- Virginia Leith (1925–2019), Schauspielerin
- Peter John Milano (1925–2012), italoamerikanischer Mobster der Cosa Nostra und Boss der Dragna-Familie in Kalifornien
- Virginia Patton (1925–2022), Schauspielerin und Unternehmerin
- Anthony Edward Pevec (1925–2014), römisch-katholischer Weihbischof in Cleveland
- John Prchlik (1925–2003), Footballspieler
- Jimmy Scott (1925–2014), Jazzsänger
- Hale Smith (1925–2009), Komponist, Pianist und Musikpädagoge
- William Steinkraus (1925–2017), Springreiter
- Louis Stokes (1925–2015), Politiker

##### 1926–1930

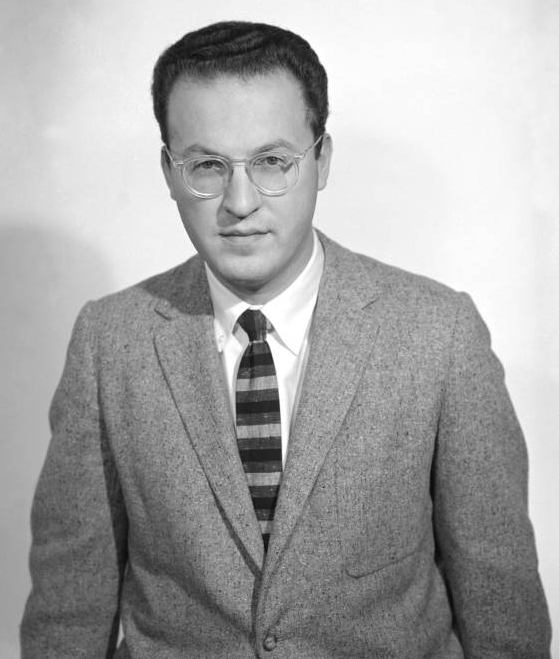
Donald Arthur Glaser
(1926–2013)

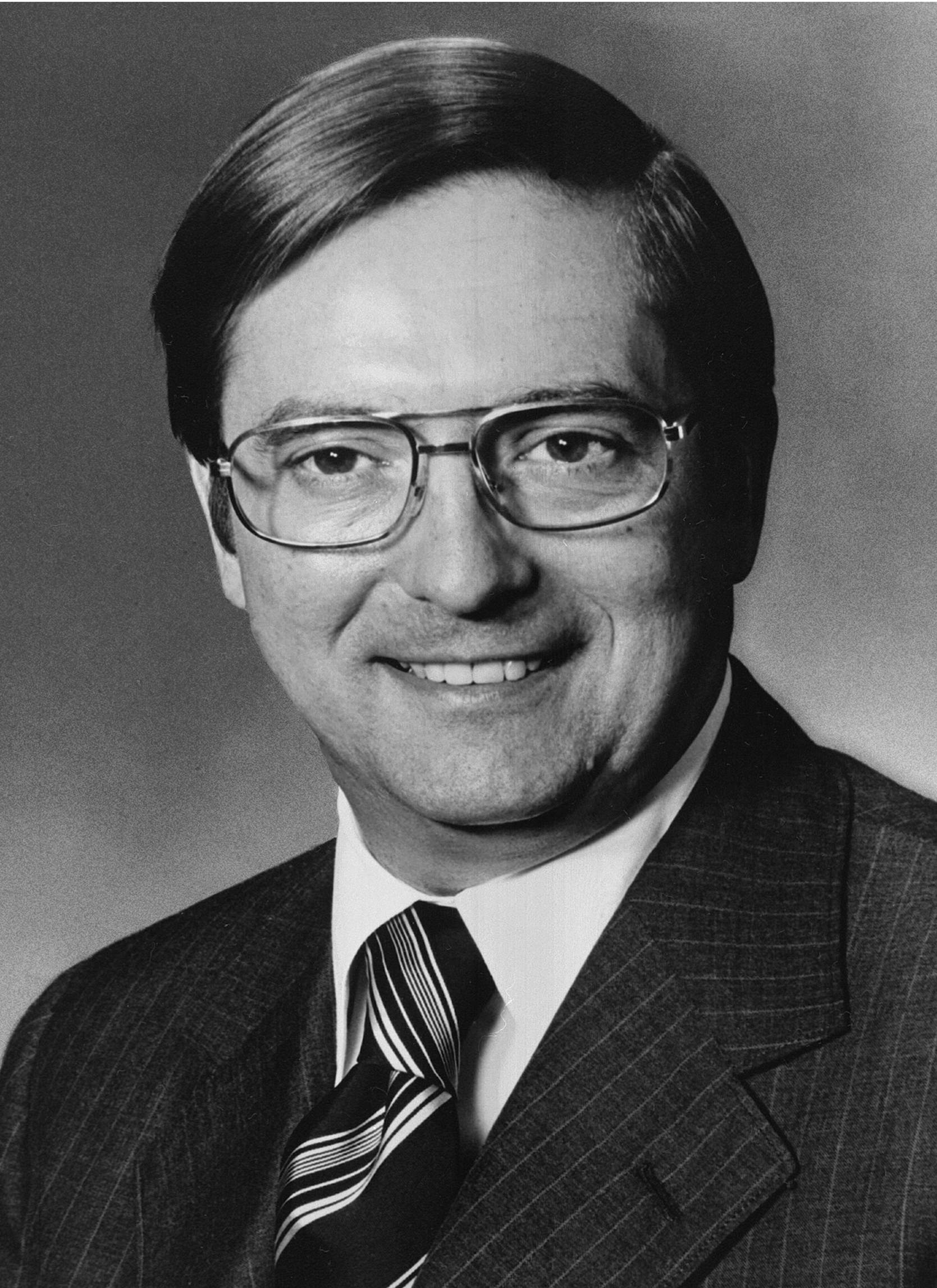
James Thomas Lynn
(1927–2010)

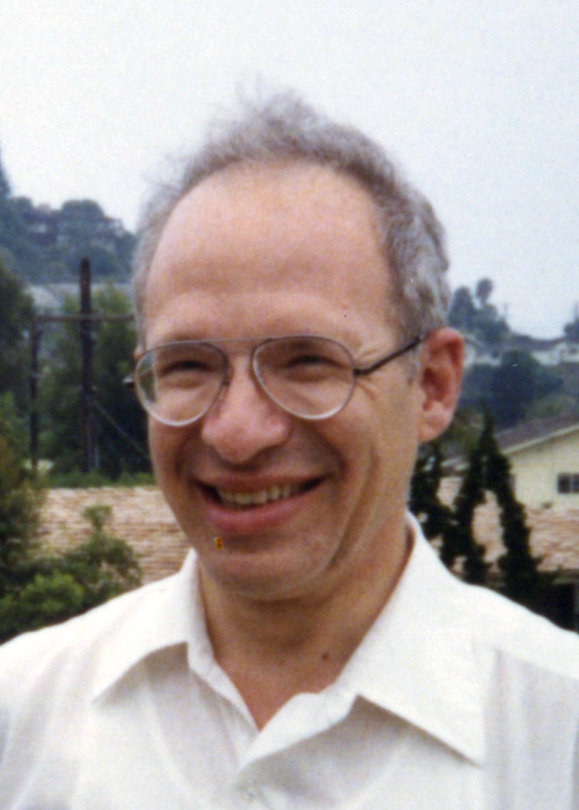
Richard Garwin
(1928–2025)

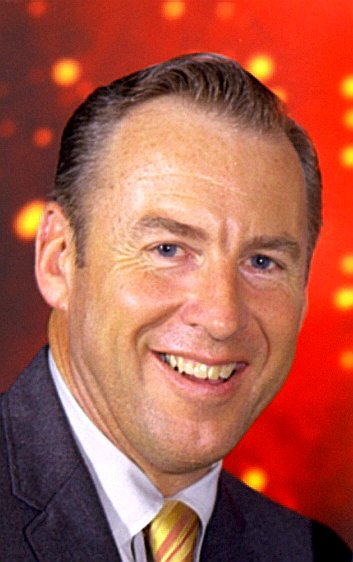
Jim Lovell
(1928–2025)

- Thomas D. Brock (1926–2021), Mikrobiologe
- Jim Bush (1926–2017), Leichtathletiktrainer
- James Eells (1926–2007), Mathematiker
- James S. Findley (1926–2018), Mammaloge
- Donald Arthur Glaser (1926–2013), Physiker, Neurobiologe und Nobelpreisträger
- Jackie Presser (1926–1988), Gewerkschaftsfunktionär
- Gilbert Ignatius Sheldon (1926–2023), römisch-katholischer Bischof von Steubenville
- Ray Solomonoff (1926–2009), Mathematiker
- Nancy Spero (1926–2009), Malerin, Collagekünstlerin, Feministin und politische Aktivistin
- Glen Tetley (1926–2007), Tänzer und Choreograph
- Raymond Wolansky (1926–1998), Opernsänger
- Lois Wyse (1926–2007), Autorin und Kolumnistin
- Gerald D. Aurbach (1927–1991), Physiologe und Endokrinologe
- James Thomas Lynn (1927–2010), Politiker
- Ray Rottas (1927–2011), Offizier, Fluglehrer und Politiker
- Anthony Spinelli (1927–2000), Regisseur, Schauspieler und Filmproduzent
- Harriett Woods (1927–2007), Politikerin
- Franklin Cover (1928–2006), Schauspieler
- Richard Garwin (1928–2025), Experimentalphysiker
- Jeanette G. Grasselli (1928–2025), Chemikerin und Spektroskopikerin
- Howard Kahane (1928–2001), mathematischer Logiker und Philosoph
- Jim Lovell (1928–2025), Astronaut
- James March (1928–2018), Organisationstheoretiker
- William Morgan (1928–1961), Guerillakämpfer
- Daniel Burrill Ray (1928–vor 1980), Mathematiker
- Bernard Rimland (1928–2006), Psychologe und Autismusforscher
- Joel Rosen (1928–1998), klassischer Pianist
- Muriel F. Siebert (1928–2013), Börsenmaklerin und Managerin
- Henry Stapp (* 1928), theoretischer Physiker und Philosoph
- Ralph Stephan (1928–2018), Ruderer[2][3]
- Ernest Tidyman (1928–1984), Schriftsteller und Drehbuchautor
- Richard S. Varga (1928–2022), Mathematiker
- Raoul Abdul (1929–2010), Sänger und Musikkritiker
- Screamin’ Jay Hawkins (1929–2000), Bluessänger
- Richard Howard (1929–2022), Dichter, Literaturkritiker, Übersetzer und Hochschullehrer
- John W. Ingram (1929–2008), Behördenleiter und Unternehmensvorstand
- Vincent La Selva (1929–2017), Dirigent und Musikpädagoge
- Charles Manring (1929–1991), Ruderer[4]
- Ed Reed (1929–2024), Jazzsänger
- David Shaber (1929–1999), Drehbuchautor
- Mel Stewart (1929–2002), Schauspieler
- Steve Hromjak (* 1930), Radrennfahrer
- Paul von Ragué Schleyer (1930–2014), Chemiker
- Lyle Ritz (1930–2017), Musiker
- Arlene Saunders (1930–2020), Opernsängerin
- Mel Wanzo (1930–2005), Jazzmusiker

#### 1931–1940

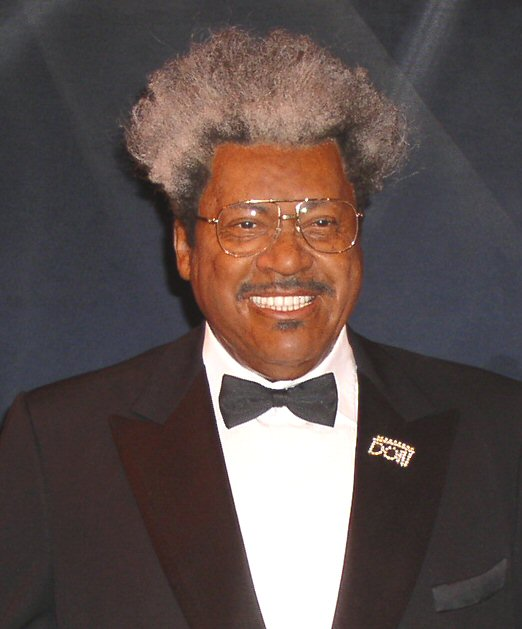
Don King
(* 1931)

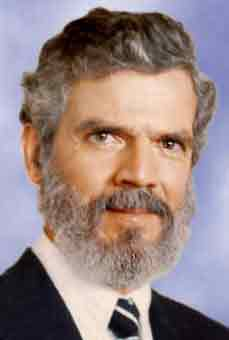
Rudolph Joseph Rummel
(1932–2014)

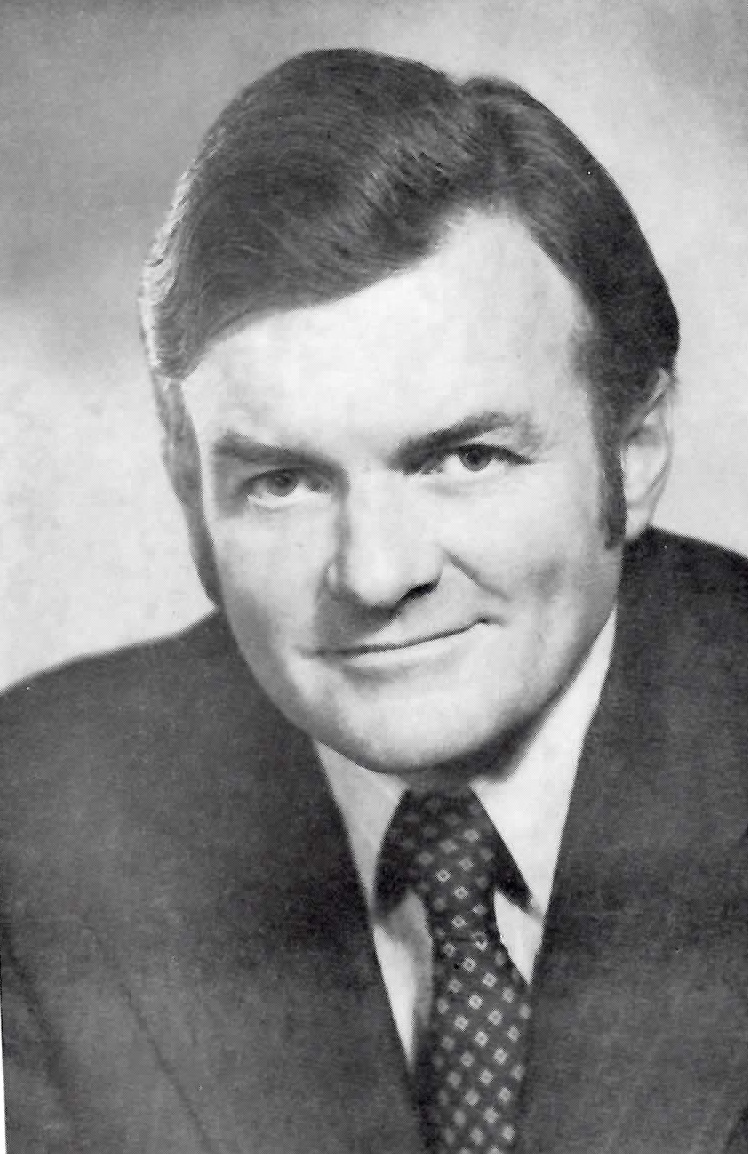
Thomas P. Salmon
(1932–2025)

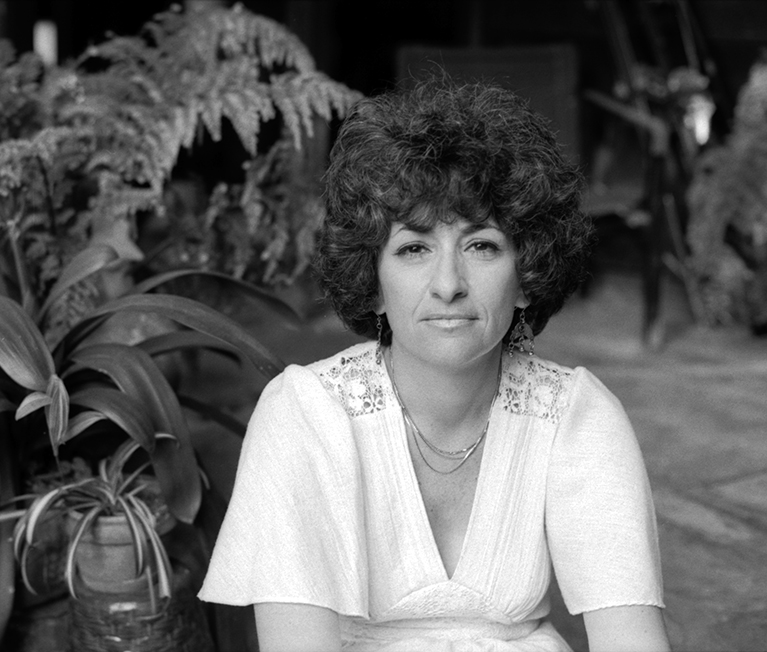
Barbara Myerhoff
(1935–1985)

##### 1931–1935
- Thomas Binkley (1931–1995), klassischer Lautenist, Musikwissenschaftler und Spezialist für Alte Musik
- Buzz Gardner (1931–2004), Rock- und Jazzmusiker
- Gerald Humel (1931–2005), Komponist
- Don King (* 1931), Boxpromoter
- H. Leslie Adams (1932–2024), Komponist und Pianist
- Peter Blair (1932–1994), Ringer
- Joel Grey (* 1932), Schauspieler
- Mitzi Hoag (1932–2019), Schauspielerin
- Nancy Holloway (1932–2019), Jazz- und Soulsängerin
- Peter B. Kenen (1932–2012), Ökonom
- Chuck Noll (1932–2014), Footballspieler und -trainer
- Anthony Michael Pilla (1932–2021), römisch-katholischer Bischof von Cleveland
- Alexander James Quinn (1932–2013), römisch-katholischer Weihbischof in Cleveland
- Rudolph Joseph Rummel (1932–2014), Politikwissenschaftler
- Thomas P. Salmon (1932–2025), Politiker
- Alix Kates Shulman (* 1932), Schriftstellerin und Feministin
- James V. Stanton (1932–2022), Politiker und Mitglied des US-Repräsentantenhauses für Ohio
- Nathan Brooks (1933–2020), Boxer
- Gary Burden (1933–2018), Grafiker
- Judah Folkman (1933–2008), Zellbiologe
- Bunk Gardner (* 1933), Fusionmusiker
- Danny Greene (1933–1977), Mobster
- Bill Hardman (1933–1990), Jazztrompeter
- Greg Morris (1933–1996), Schauspieler
- Linda Porter (1933–2019), Schauspielerin
- Charles Vinci (1933–2018), Gewichtheber
- Corey Allen (1934–2010), Filmregisseur
- Bill Cobbs (1934–2024), Schauspieler
- Bob Cunningham (1934–2017), Jazzbassist und Komponist
- Glen Elder (* 1934), Soziologe und Psychologe
- Harlan Ellison (1934–2018), Schriftsteller, Drehbuchautor und Kritiker
- Fredric Jameson (1934–2024), Marxist und Literaturkritiker und -theoretiker
- Ronald M. Mottl (1934–2023), Politiker und Vertreter von Ohio im US-Repräsentantenhaus
- Joel Shapiro (* 1934), Pianist und Musikpädagoge
- Ron Wayne (* 1934), Gründer von Apple (zusammen mit Steve Jobs und Steve Wozniak)
- Carol Britto (1935–2012), Jazzmusikerin
- Bill Crofut (1935–1999), Banjospieler und Folksänger
- Phil Donahue (1935–2024), Journalist, Autor und Fernsehmoderator
- Bobby Few (1935–2021), Jazzpianist
- Barbara Myerhoff (1935–1985), Anthropologin und Dokumentarfilmerin
- Utah Phillips (1935–2008), Folksänger, Dichter und als Gewerkschafter
- Jack Riley (1935–2016), Schauspieler
- Jim Trueman (1935–1986), Unternehmer und Autorennfahrer

##### 1936–1940

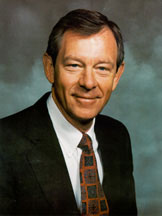
George Voinovich
(1936–2016)

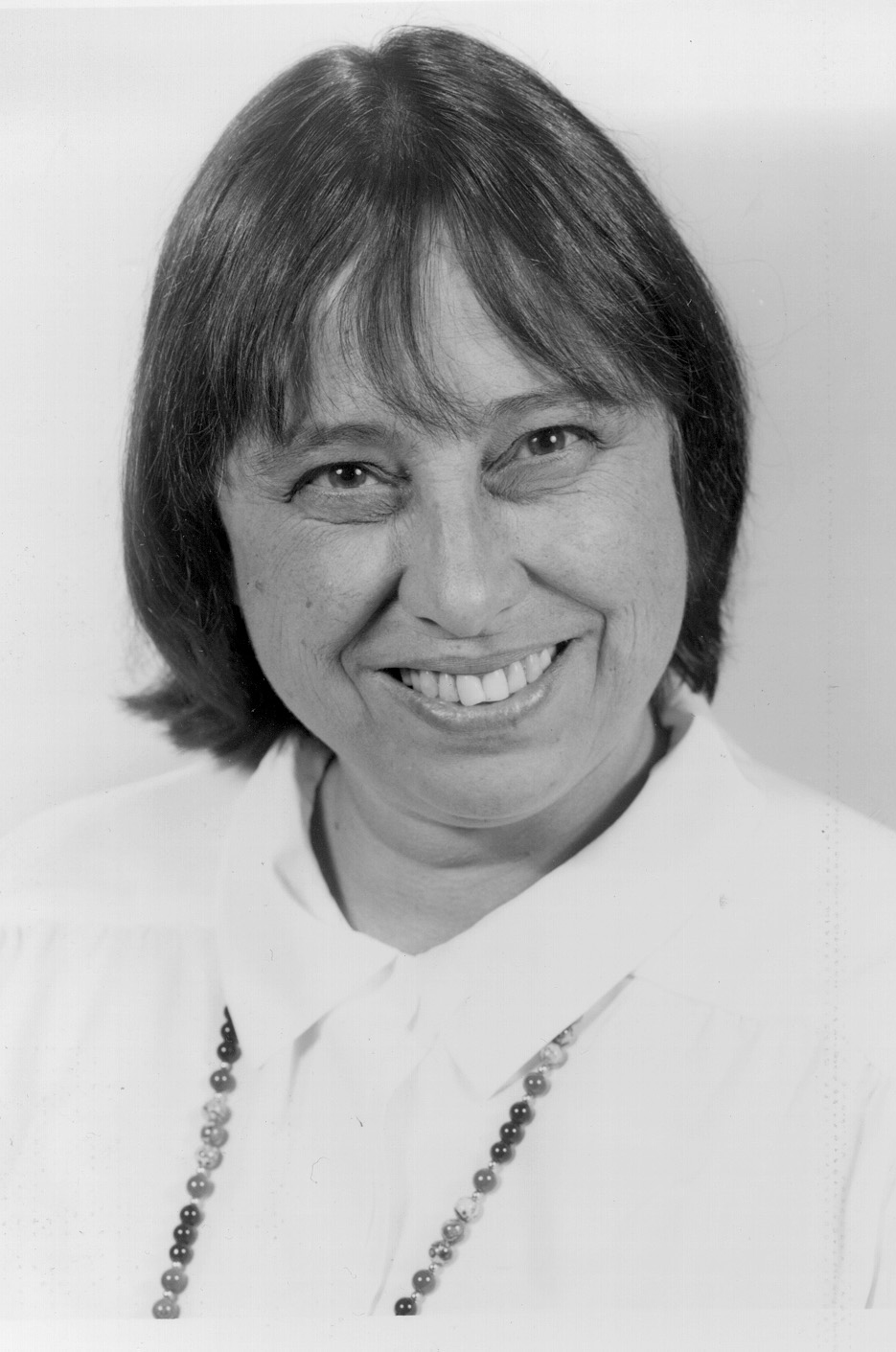
Sally Shlaer
(1938–1998)

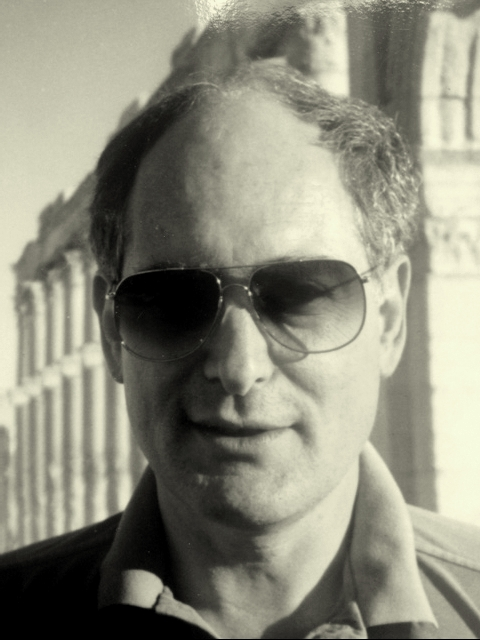
William Bayer
(* 1939)

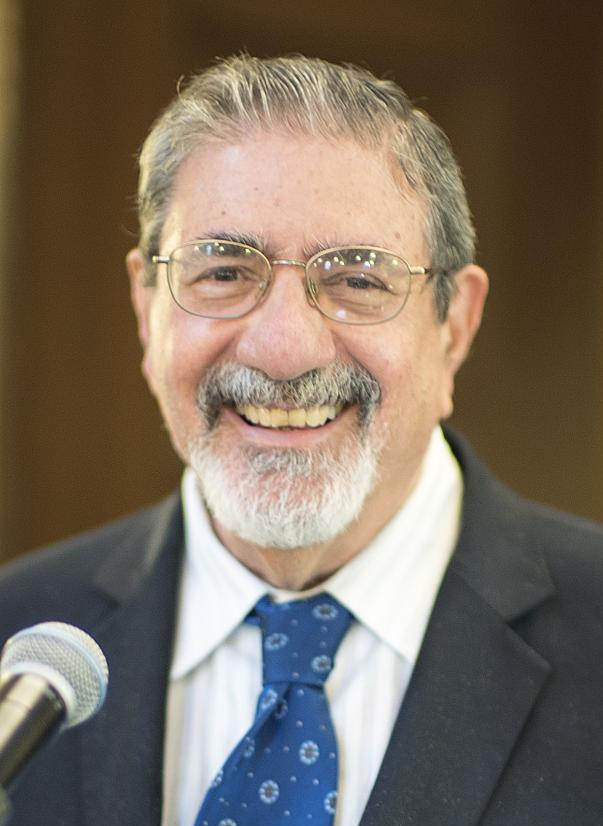
Richard N. Zare
(* 1939)

- Albert Ayler (1936–1970), Jazzmusiker und Komponist; Wegbereiter des Free Jazz
- Peter L. Cashman (* 1936), Politiker
- Keir Dullea (* 1936), Schauspieler
- Jonathan Gressel (* 1936), israelischer Agrarwissenschaftler
- Ronald A. Katz (1936–2025), Erfinder und Unternehmer
- Tommy LiPuma (1936–2017), Musikproduzent
- Robert Morey (1936–2019), Ruderer[5][6]
- Fred Neil (1936–2001), Sänger und Songwriter
- Jeffrey L. Sammons (1936–2021), Literaturwissenschaftler
- George Voinovich (1936–2016), Politiker
- John Seddon Weske (* 1936), Ornithologe
- Robert Abel (1937–2001), Regisseur, Unternehmer, Informatiker und Computergrafiker
- Michael Armacost (1937–2025), Wirtschaftsmanager und Diplomat
- Lloyd Battista (* 1937), Schauspieler und Drehbuchautor
- Dick Celeste (* 1937), Politiker
- Nancy Dine (1937–2020), Filmemacherin
- Mickey Edwards (* 1937), Politiker
- Roger William Gries (* 1937), römisch-katholischer Weihbischof in Cleveland
- Paul Schupp (1937–2022), Mathematiker und Informatiker
- Bruce Cole (1938–2018), Kunsthistoriker
- Ronald Giere (1938–2020), Wissenschaftstheoretiker
- Seymour H. Mauskopf (* 1938), Chemie- und Wissenschaftshistoriker
- Sally Shlaer (1938–1998), Mathematikerin und Softwareingenieurin
- William Bayer (* 1939), Schriftsteller
- David Bivin (* 1939), amerikanisch-israelischer Historiker und Archäologe
- Wes Craven (1939–2015), Regisseur und Drehbuchautor
- Linda Fowler-Magerl (1939–2017), Historikerin
- Irwin Gage (1939–2018), Pianist und Liedbegleiter
- Charles Geschke (1939–2021), Softwareentwickler und Unternehmer
- Rick Kiefer (1939–2025), Jazzmusiker
- Harvey Pekar (1939–2010), Comicautor
- Michael E. Phelps (* 1939), Mathematiker und Chemiker
- Charles Ruff (1939–2000), Jurist; Sonderermittler bei der Watergate-Affäre
- Richard N. Zare (* 1939), Physikochemiker
- Carlin Glynn (1940–2023), Schauspielerin
- Arthur Jones (1940–1998), Jazzsaxophonist
- Chuck Rainey (* 1940), Bassgitarrist

#### 1941–1950

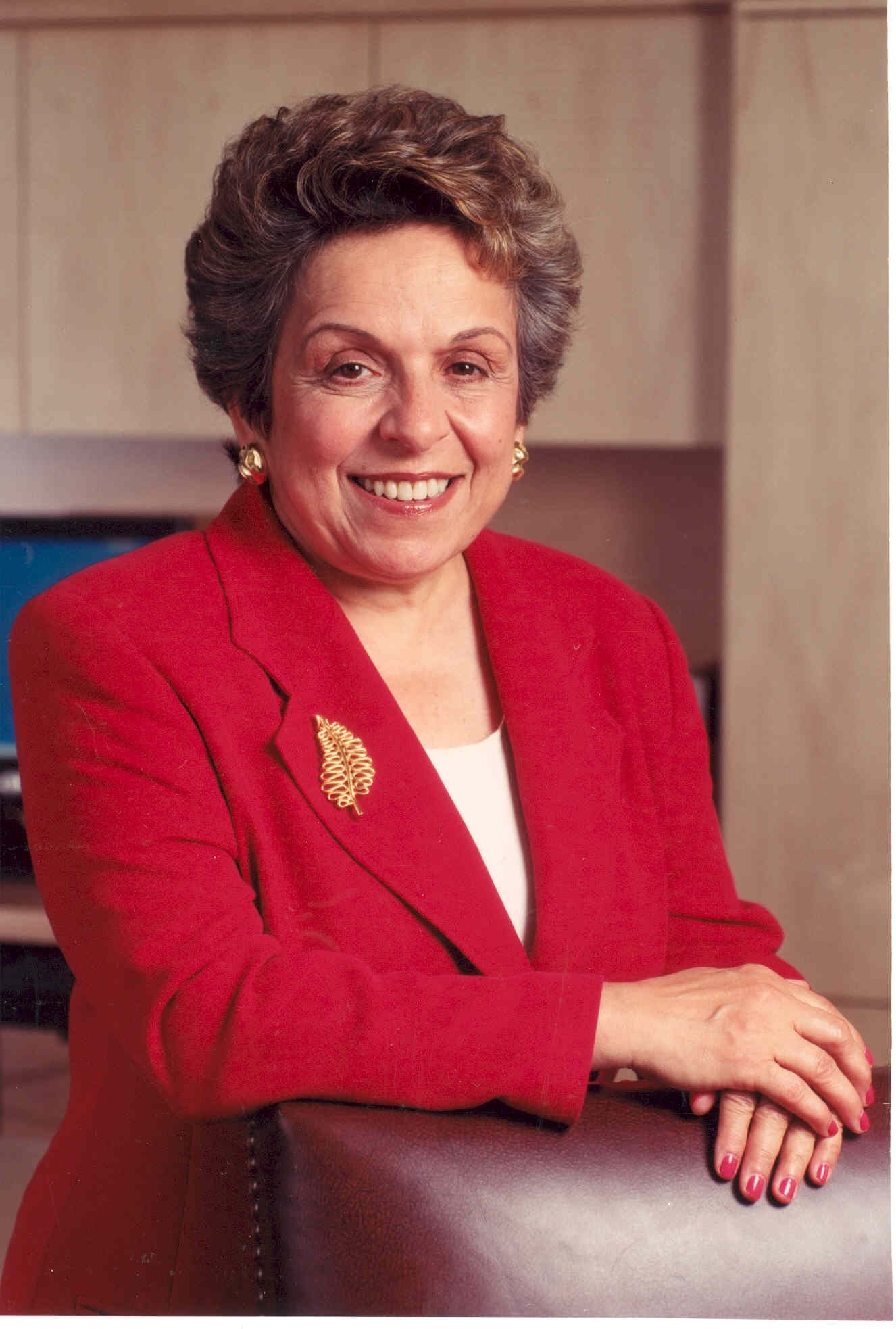
Donna Shalala
(* 1941)

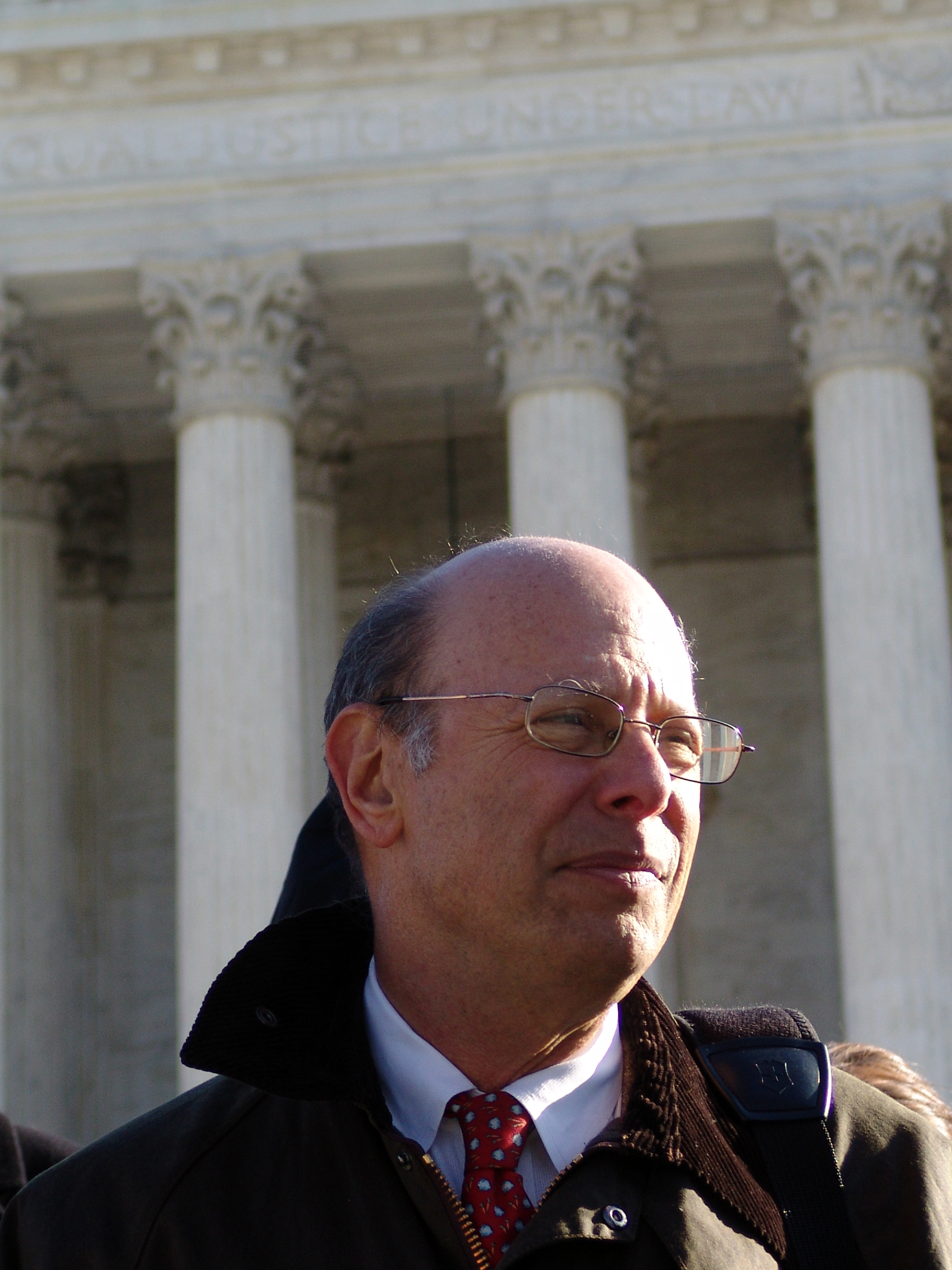
Michael Ratner
(1943–2016)

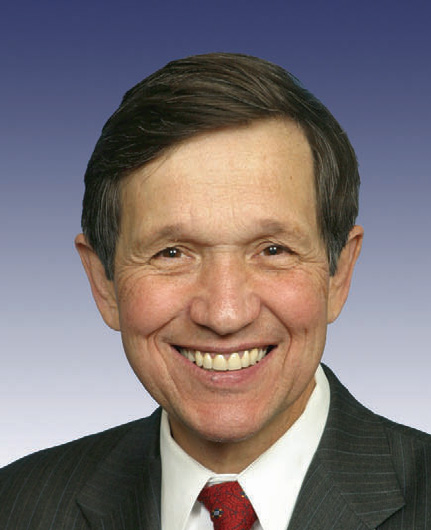
Dennis Kucinich
(* 1946)

##### 1941–1945
- Martin John Amos (* 1941), römisch-katholischer Bischof von Davenport
- Bob Brown (1941–2023), American-Football-Spieler
- Thomas P. Carney (1941–2019), Generalleutnant der United States Army
- Lynn Hershman-Leeson (* 1941), Künstlerin und Filmemacherin
- Bob Lanese (1941–2024), Trompeter
- Diane McBain (1941–2022), Schauspielerin
- Donna Shalala (* 1941), Politikerin
- Don Ayler (1942–2007), Jazztrompeter
- Nina Fedoroff (* 1942), Molekularbiologin
- Janice Harrington (* 1942), Blues- und Jazzsängerin
- Harvey S. Laidman (1942–2025), Filmproduzent und Regisseur
- Marianne McAndrew (* 1942), Schauspielerin
- Mark A. Ratner (* 1942), Physikochemiker
- Karen Uhlenbeck (* 1942), Mathematikerin
- Louis Brus (* 1943), Physiker und Chemiker
- Anthony Chisholm (1943–2020), Schauspieler
- Dennis Eberhard (1943–2005), Komponist
- Clark Graebner (* 1943), Tennisspieler
- Louis S. Hegedus (* 1943), Chemiker und Hochschullehrer
- Rosabeth Moss Kanter (* 1943), Soziologin
- Tom Mack (* 1943), American-Football-Spieler
- Michael Ratner (1943–2016), Rechtsanwalt, Bürger- und Menschenrechtsaktivist, Universitätsdozent und Autor
- Maria Tymoczko (* 1943), Sprach- und Übersetzungswissenschaftlerin
- Jiggs Whigham (* 1943), Jazzmusiker
- Gregor Benko (* 1944), Publizist und Plattenproduzent
- Allen Hirshfeld (1944–2016), israelisch-deutscher Physiker und Hochschullehrer
- Norman Howard (* 1944), Jazzmusiker
- Katharine Kerr (* 1944), Science-Fiction- und Fantasy-Schriftstellerin
- Chip Lord (* 1944), Architekt und Videokünstler
- John Negele (* 1944), Kernphysiker
- Allen Ruppersberg (* 1944), Künstler
- Mary Beth Ruskai (1944–2023), mathematische Physikerin
- Albert Stinson (1944–1969), Jazzbassist
- Bobby Womack (1944–2014), Sänger und Songwriter
- Adele Goldberg (* 1945), Informatikerin
- Bruce Ratner (* 1945), Bauunternehmer und Basketballfunktionär

##### 1946–1950
- Howard Fried (* 1946), Künstler
- Heather M. Hodges (* 1946), Diplomatin
- Dennis Kucinich (* 1946), Politiker
- Mark L. Lester (* 1946), Filmproduzent

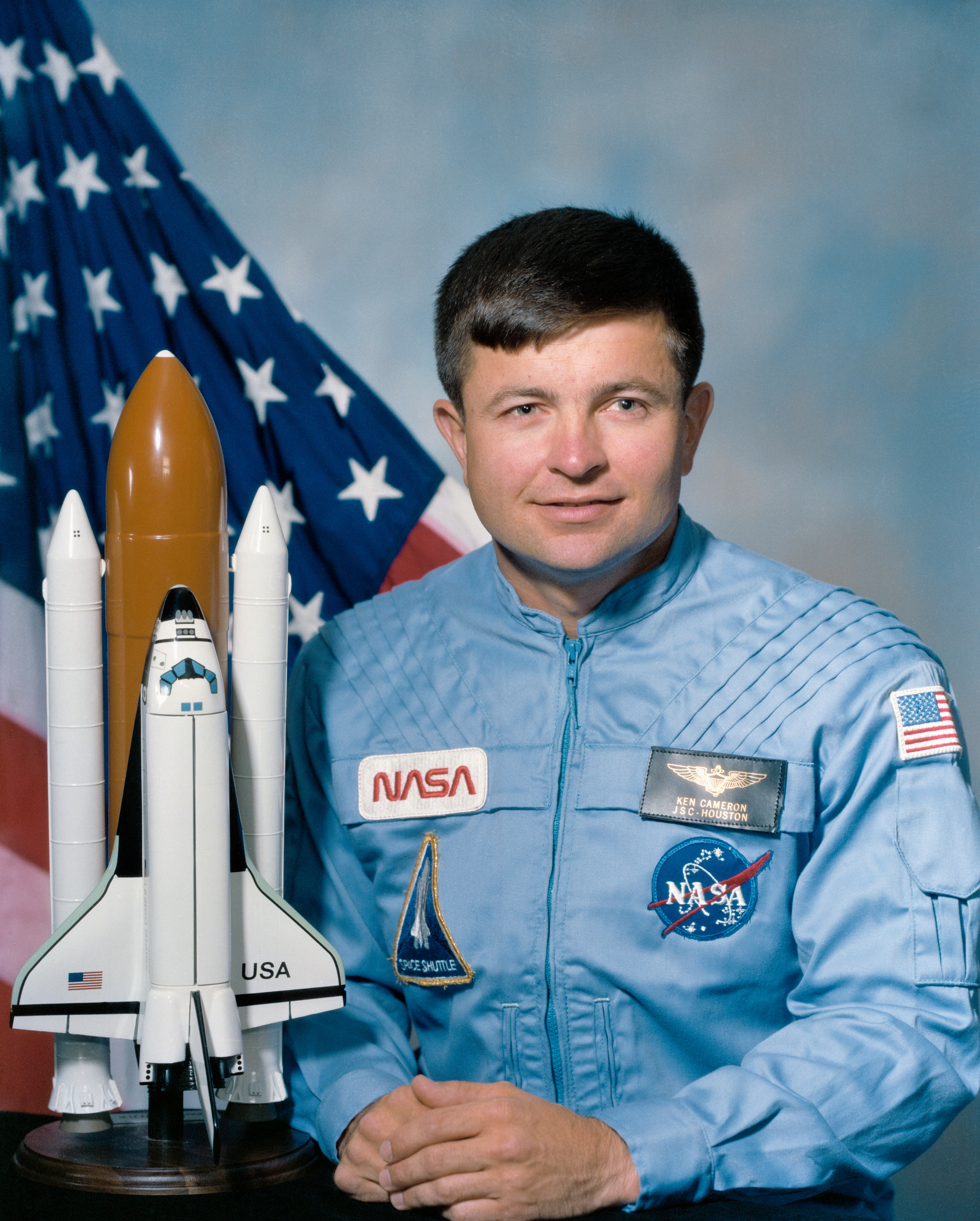
Kenneth D. Cameron
(* 1949)

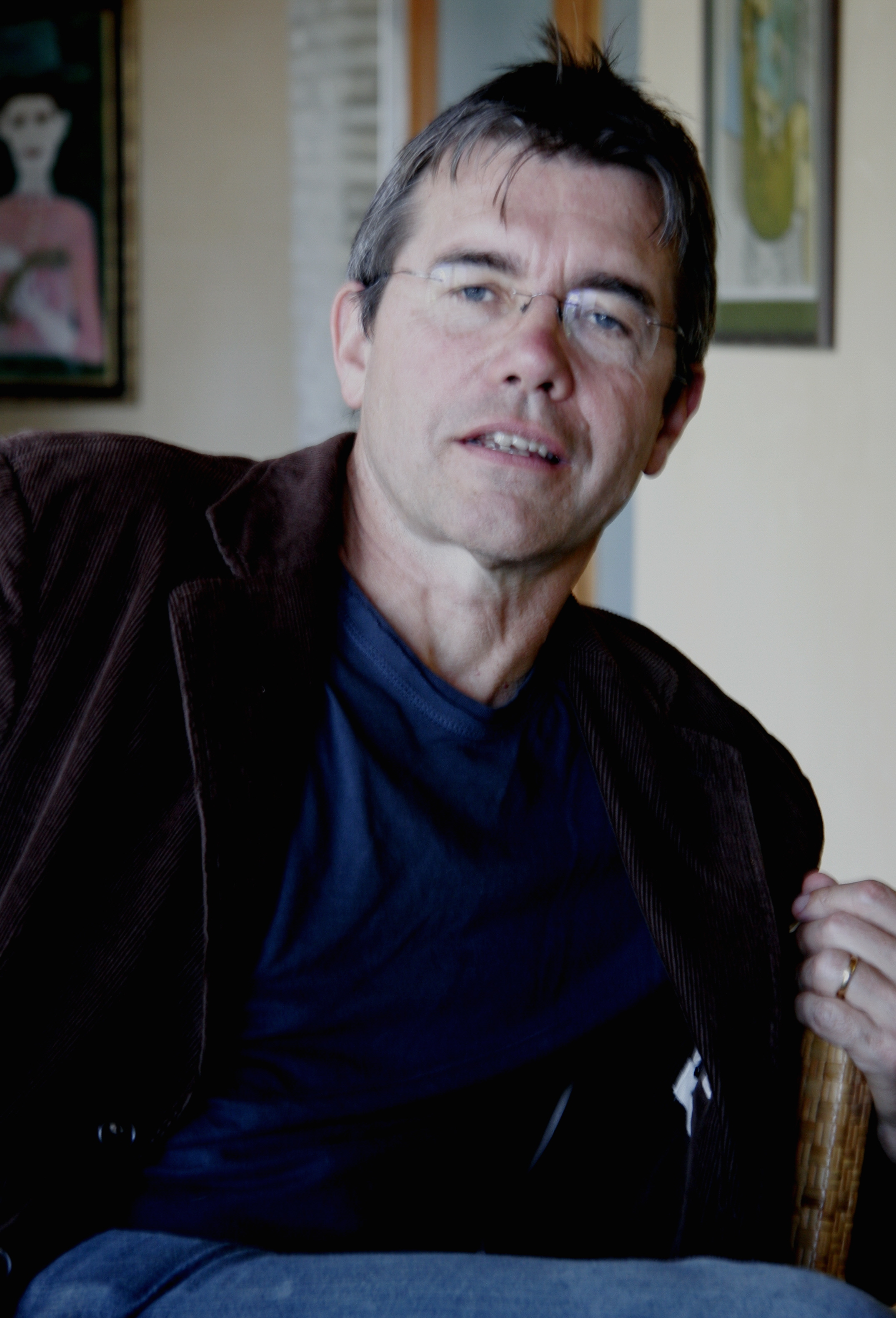
Stephen Gyllenhaal
(* 1949)

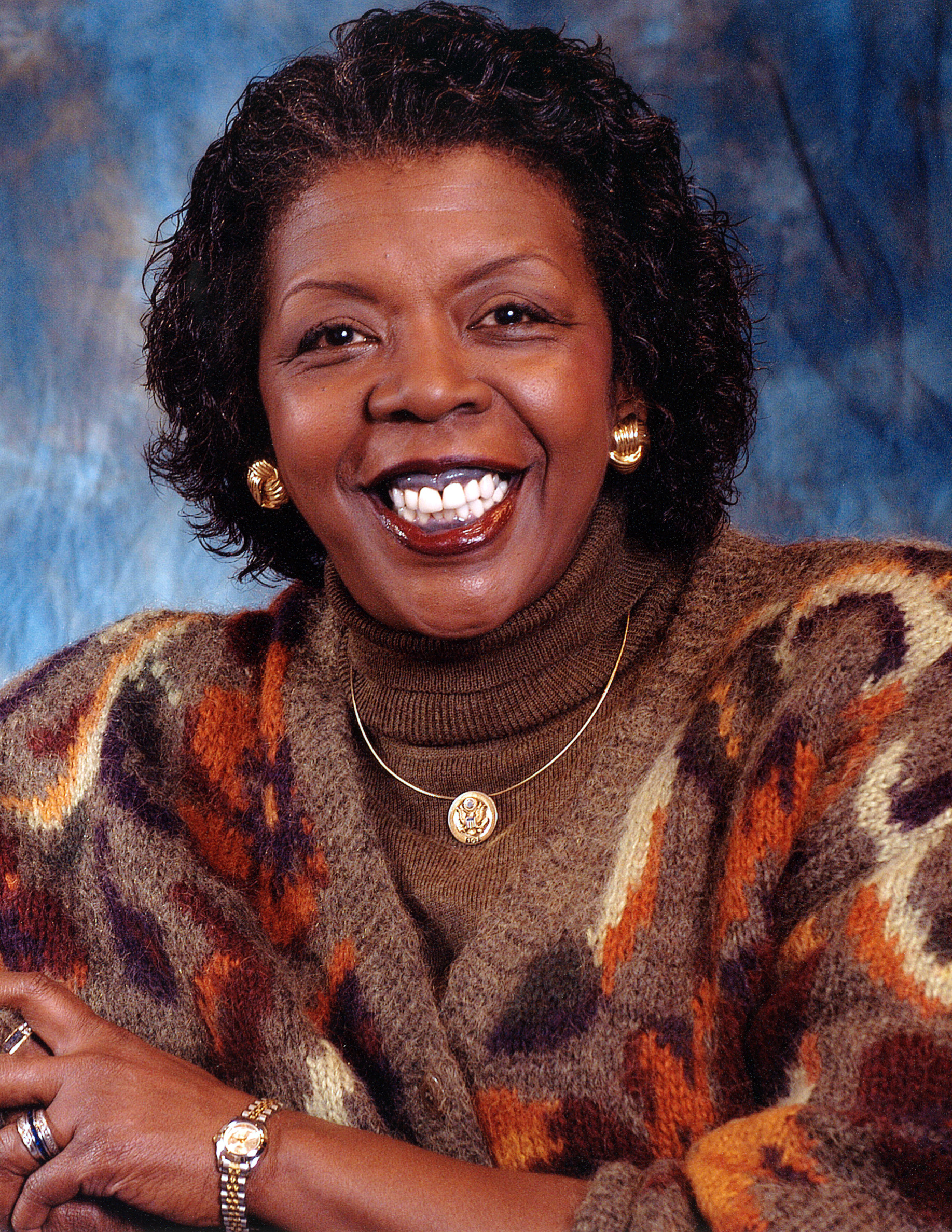
Stephanie Tubbs Jones
(1949–2008)

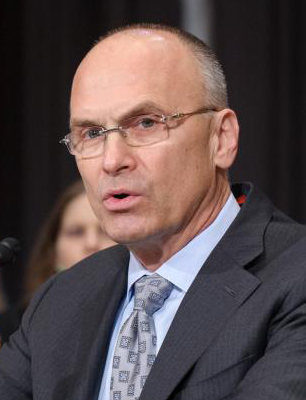
Andrew Puzder
(* 1950)

- Benny Mardones (1946–2020), Sänger und Songwriter
- Eleanor Montgomery (1946–2013), Hochspringerin
- Sally Priesand (* 1946), Rabbinerin
- Harvey Sachs (* 1946), US-amerikanisch-kanadischer Dirigent, Musikhistoriker und Musikschriftsteller
- Daniel Siewiorek (* 1946), Computeringenieur
- Tom Stincic (1946–2021), American-Football-Spieler
- Marilyn Waniek (* 1946), Lyrikerin, Kinderbuchautorin, Übersetzerin und Literaturwissenschaftlerin
- T. S. Cook (1947–2013), Drehbuchautor und Filmproduzent
- Stephen R. Donaldson (* 1947), Science-Fiction-Schriftsteller
- George Alec Effinger (1947–2002), Science-Fiction-Autor
- Bill Fontana (* 1947), Klangkünstler
- A. Gary Klesch (* 1947), Investor und Unternehmer
- James A. Kushlan (* 1947), Ornithologe, Ökologe, Pädagoge, Naturschützer und Autor
- William Sturgiss Lind (* 1947), Militärtheoretiker
- Abdul Wadud (1947–2022), Jazzcellist
- Neil Larsen (* 1948), Jazz- und Fusionmusiker
- Madeline Manning (* 1948), Leichtathletin
- George Buza (* 1949), amerikanisch-kanadischer Schauspieler und Synchronsprecher
- Kenneth D. Cameron (* 1949), Astronaut
- Eric Carmen (1949–2024), Sänger, Songwriter und Pianist
- Jeffrey A. Carver (* 1949), Science-Fiction-Schriftsteller
- John Chambers (* 1949), Manager
- Lauren Shuler Donner (* 1949), Filmproduzentin und Filmschauspielerin
- Stephen Gyllenhaal (* 1949), Filmregisseur und Drehbuchautor
- Tony Harris (* 1949), American-Football-Spieler
- Louis R. Hughes (* 1949), Manager
- Stephanie Tubbs Jones (1949–2008), Politikerin
- Roberta Ann MacAvoy (* 1949), Autorin
- Thom Barry (* 1950), Schauspieler
- Jeane Manson (* 1950), Schauspielerin und Sängerin
- Scott Newman (1950–1978), Schauspieler und Stuntman
- Kevin O’Donnell (1950–2012), Science-Fiction-Autor
- Andrew Puzder (* 1950), Manager
- Murray Salem (1950–1998), Filmschauspieler und Drehbuchautor
- William Schabas (* 1950), irisch-kanadischer Professor für Völkerrecht und Menschenrechtsexperte

#### 1951–1960

##### 1951–1955

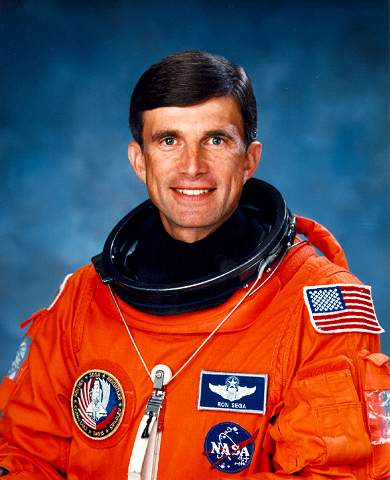
Ronald M. Sega
(* 1952)

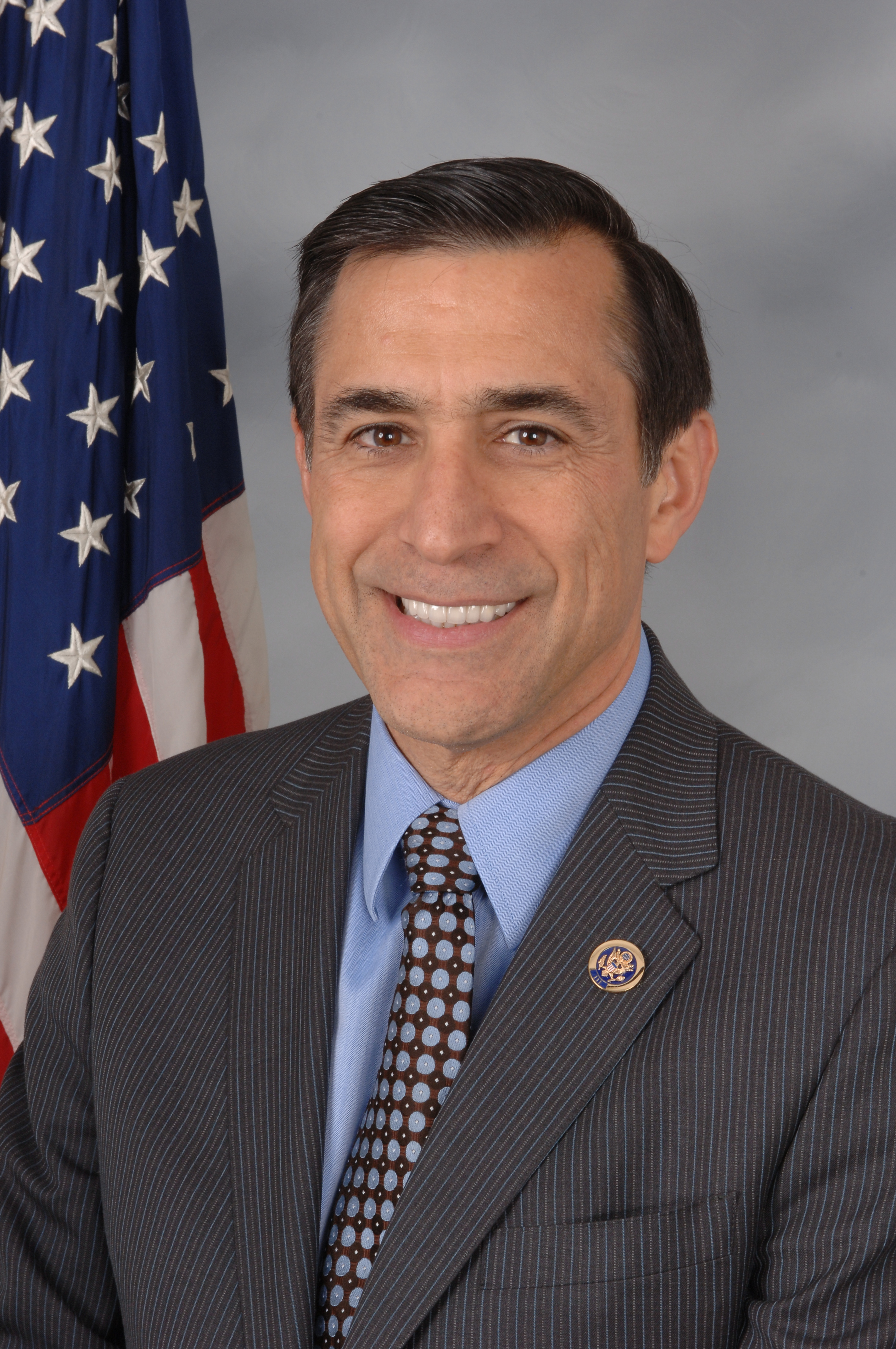
Darrell Issa
(* 1953)

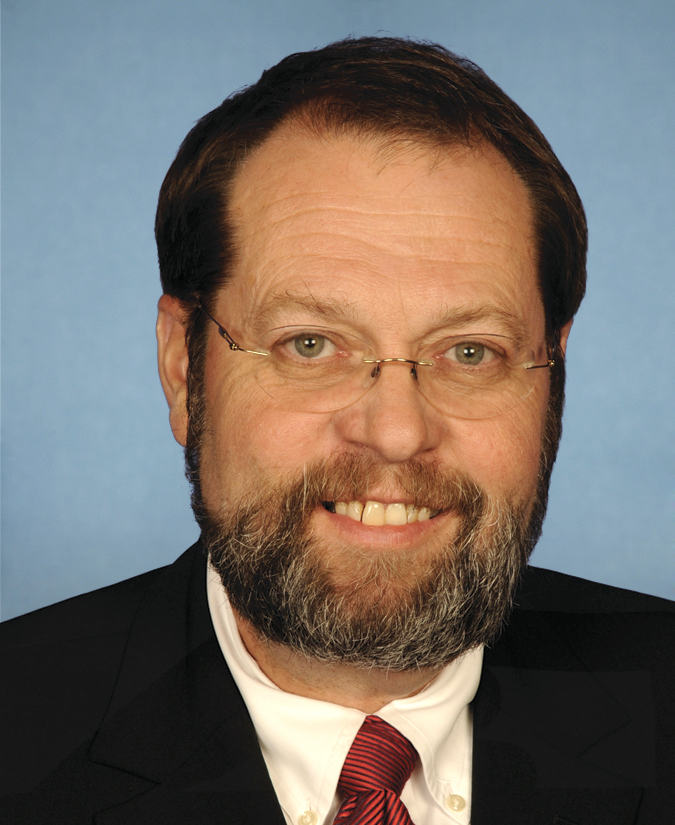
Steve LaTourette
(1954–2016)

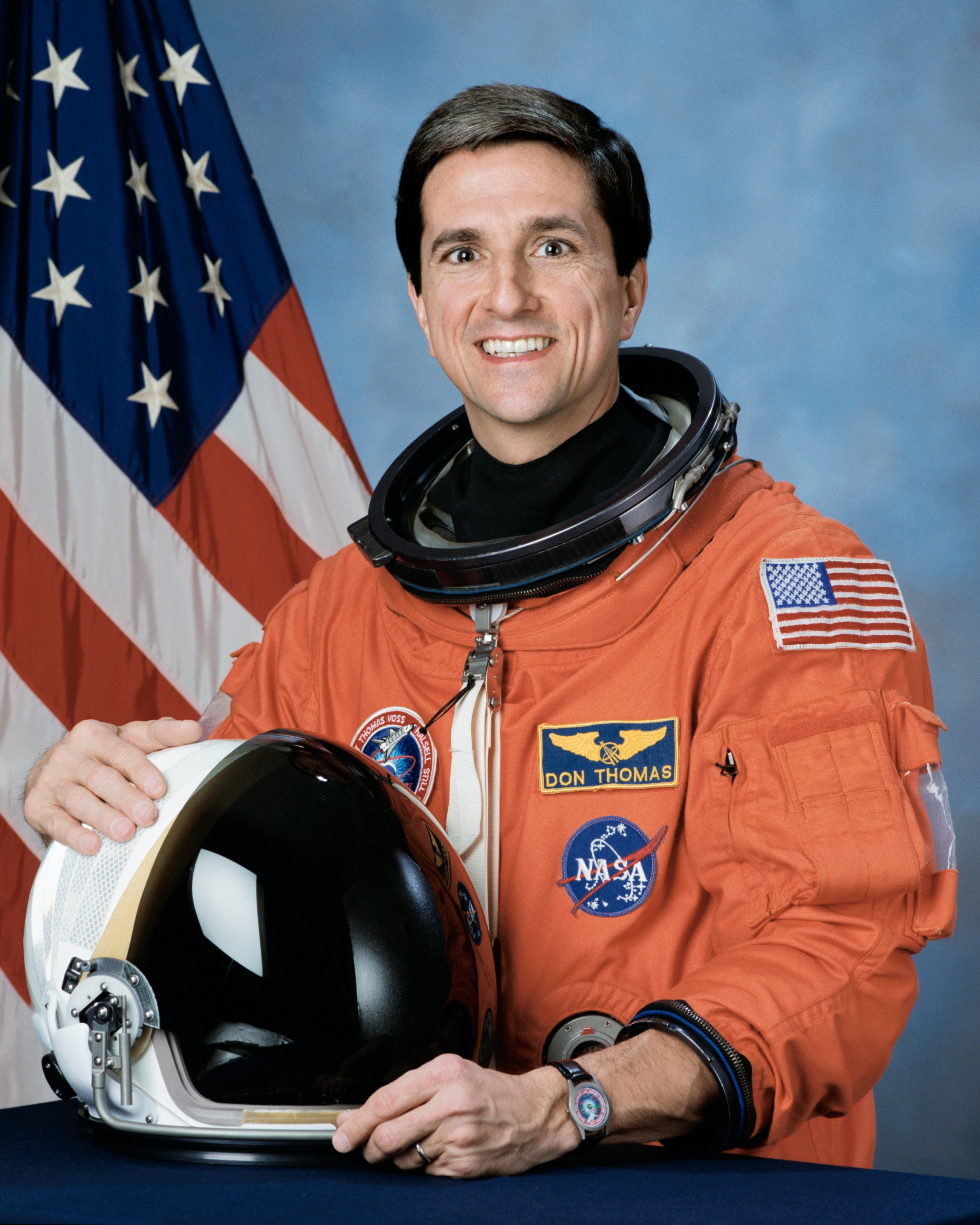
Donald A. Thomas
(* 1955)

- Greg Bandy (1951–2025), Jazzmusiker
- Scott Eyman (* 1951), Autor und Filmhistoriker
- Heide Fasnacht (* 1951), Zeichnerin und Installationskünstlerin
- Ian Frazier (* 1951), Schriftsteller
- Allison Krause (1951–1970), Todesopfer beim Kent-State-Massaker
- Larry Porter (* 1951), Jazzmusiker und Komponist
- Curtis Roads (* 1951), Komponist
- Elliott Sharp (* 1951), Multiinstrumentalist und Komponist
- Jack Thompson (* 1951), Rechtsanwalt
- Miriam Flynn (* 1952), Schauspielerin und Synchronsprecherin
- Marcia Fudge (* 1952), Politikerin
- Laura Greene (* 1952), Physikerin
- Jamey Haddad (* 1952), Schlagzeuger und Perkussionist
- Carol Kane (* 1952), Schauspielerin
- Robert Kyr (* 1952), Komponist und Musikpädagoge
- Dale Launer (* 1952), Drehbuchautor, Regisseur und Filmproduzent
- Joe Lovano (* 1952), Jazzsaxophonist
- Richard Montanari (* 1952), Schriftsteller
- Tim Murphy (* 1952), Politiker
- Fred Reichheld (* 1952), Wirtschaftsautor
- Ronald M. Sega (* 1952), Astronaut
- Martha Smith (* 1952), Fotomodell und Schauspielerin
- John Toll (* 1952), Kameramann
- David Weber (* 1952), Science-Fiction- und Fantasy-Autor
- Michael Bocian (* 1953), Gitarrist, Komponist
- Baby Dee (* 1953), Sängerin, Pianistin und Harfenistin
- David Felder (* 1953), Komponist und Musikpädagoge
- Darrell Issa (* 1953), Politiker
- Linda Sohl-Donnell (* 1953), Tänzerin, Choreographin und Tanzpädagogin
- Wayne Stetina (* 1953), Radrennfahrer
- Pat Torpey (1953–2018), Musiker
- David Walkowiak (* 1953), römisch-katholischer Bischof von Grand Rapids
- Chuck Cooper (* 1954), Schauspieler
- Eric Ewazen (* 1954), Komponist
- Steve LaTourette (1954–2016), Politiker
- Calvin Levels (* 1954), Schauspieler
- Mark O’Donnell (1954–2012), Schriftsteller
- James Pickens junior (* 1954), Schauspieler
- Lauma Zušēvica (* 1954), Erzbischöfin der Lettischen Evangelisch-Lutherischen Kirche im Ausland
- Mark Leonard Bartchak (* 1955), römisch-katholischer Bischof von Altoona-Johnstown
- Shelly Berg (* 1955), Jazzpianist, Arrangeur und Hochschullehrer
- Mike Christian (* 1955), Bodybuilder
- Sally Dawson (* 1955), Physikerin
- Elizabeth A. Eaton (* 1955), lutherische Bischöfin
- Neil Giraldo (* 1955), Gitarrist und Songwriter
- George Moran (≈1955–2002), Jazzposaunist
- Susan Orlean (* 1955), Journalistin und Autorin
- Rich Perry (* 1955), Jazzsaxophonist
- Flip Saunders (1955–2015), Basketballtrainer
- Buddy Squires (* 1955 oder 1956), Kameramann, Filmregisseur und Filmproduzent
- Donald A. Thomas (* 1955), Astronaut
- Gregory J. W. Urwin (* 1955), Militärhistoriker
- Carl E. Walz (* 1955), Astronaut

##### 1956–1960

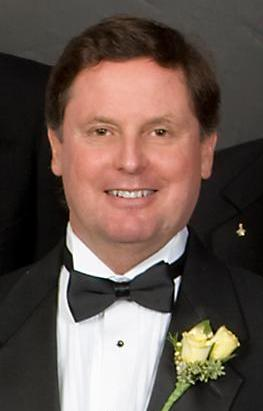
Gregory J. Harbaugh
(* 1956)

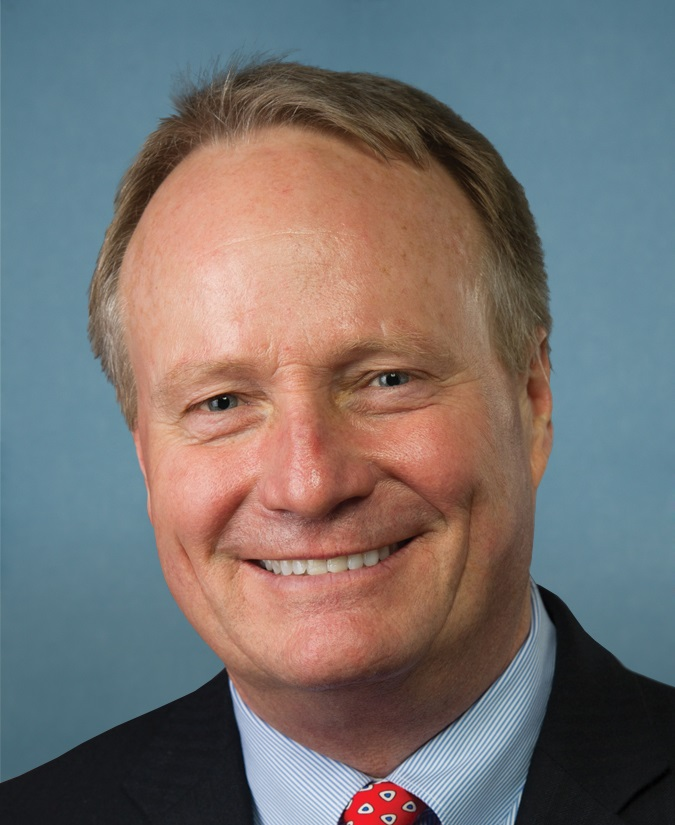
David Joyce
(* 1957)

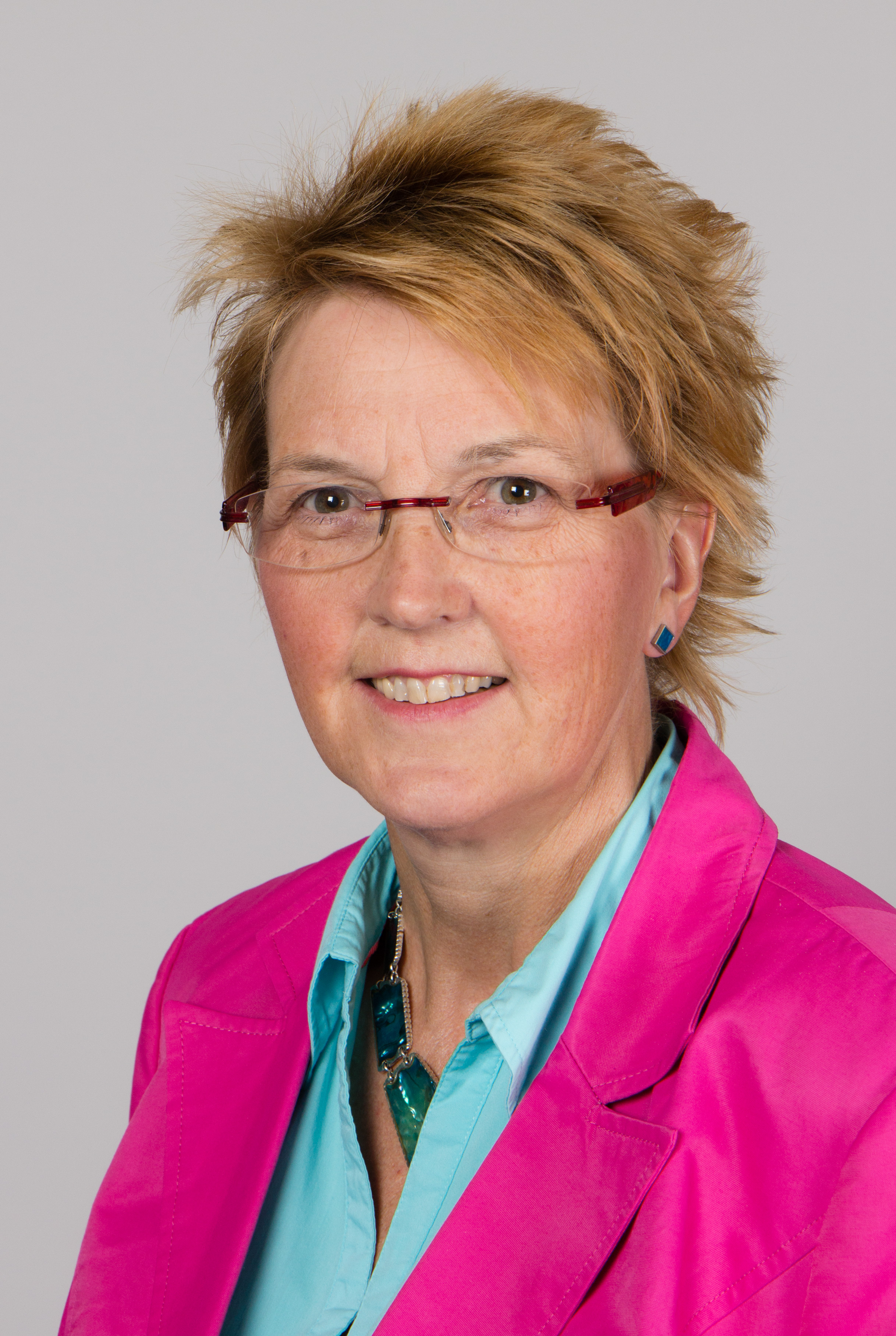
Susanne Mittag
(* 1958)

- Judith Butler (* 1956), Literaturwissenschaftlerin, Genderforscherin, Autorin
- Peter Lyons Collister (* 1956), Kameramann
- Gintė Bernadeta Damušytė-Damušis (* 1956), litauische Diplomatin
- Anton Fier (1956–2022), Schlagzeuger, Komponist und Bandleader
- Arsenio Hall (* 1956), Schauspieler und Komiker
- Gregory J. Harbaugh (* 1956), Astronaut
- Leroy Kemp (* 1956), Ringer
- Mitchell Lichtenstein (* 1956), Schauspieler, Autor, Produzent und Regisseur
- Dwight H. Little (* 1956), Filmregisseur
- George David Low (1956–2008), Astronaut
- Alan Ruck (* 1956), Schauspieler
- Dale Stetina (* 1956), Radrennfahrer
- Leslie Allen (* 1957), Tennisspielerin
- Vanessa Bell Calloway (* 1957), Schauspielerin
- John Fedchock (* 1957), Jazzposaunist
- Paul Goerss (* 1957), Mathematiker
- David Joyce (* 1957), Politiker
- Ron Klein (* 1957), Politiker
- Vanessa Rubin (* 1957), Jazzmusikerin
- David Berkman (* 1958), Jazzpianist, Arrangeur und Komponist
- Andy Borowitz (* 1958), Humorist
- Drew Carey (* 1958), Komiker, Showmaster, Schauspieler, Drehbuchautor und Fernsehproduzent
- Robert M. Citino (* 1958), Neuzeithistoriker
- Nora McCarthy (* 1958), Jazzsängerin
- Susanne Mittag (* 1958), deutsche Politikerin
- Shelly West (* 1958), Countrysängerin
- Michael Woost (* 1958), römisch-katholischer Geistlicher, Weihbischof in Cleveland
- Stephen Caffrey (* 1959), Fernseh-, Film- und Theaterschauspieler
- Marc Cohn (* 1959), Singer-Songwriter
- Elaine Fine (* 1959), Komponistin
- Renée Green (* 1959), Autorin, Filmemacherin und Installationskünstlerin
- Ken Peplowski (* 1959), Jazzklarinettist
- Betsy Youngman (* 1959), Skilangläuferin
- Oliver Luck (* 1960), American-Football-Spieler und Sportfunktionär
- Alan B. McElroy (* 1960), Drehbuchautor
- Mehmet Oz (* 1960), Kardiologe und Fernsehmoderator

#### 1961–1970

##### 1961–1965
- Arthur T. Benjamin (* 1961), Mathematiker

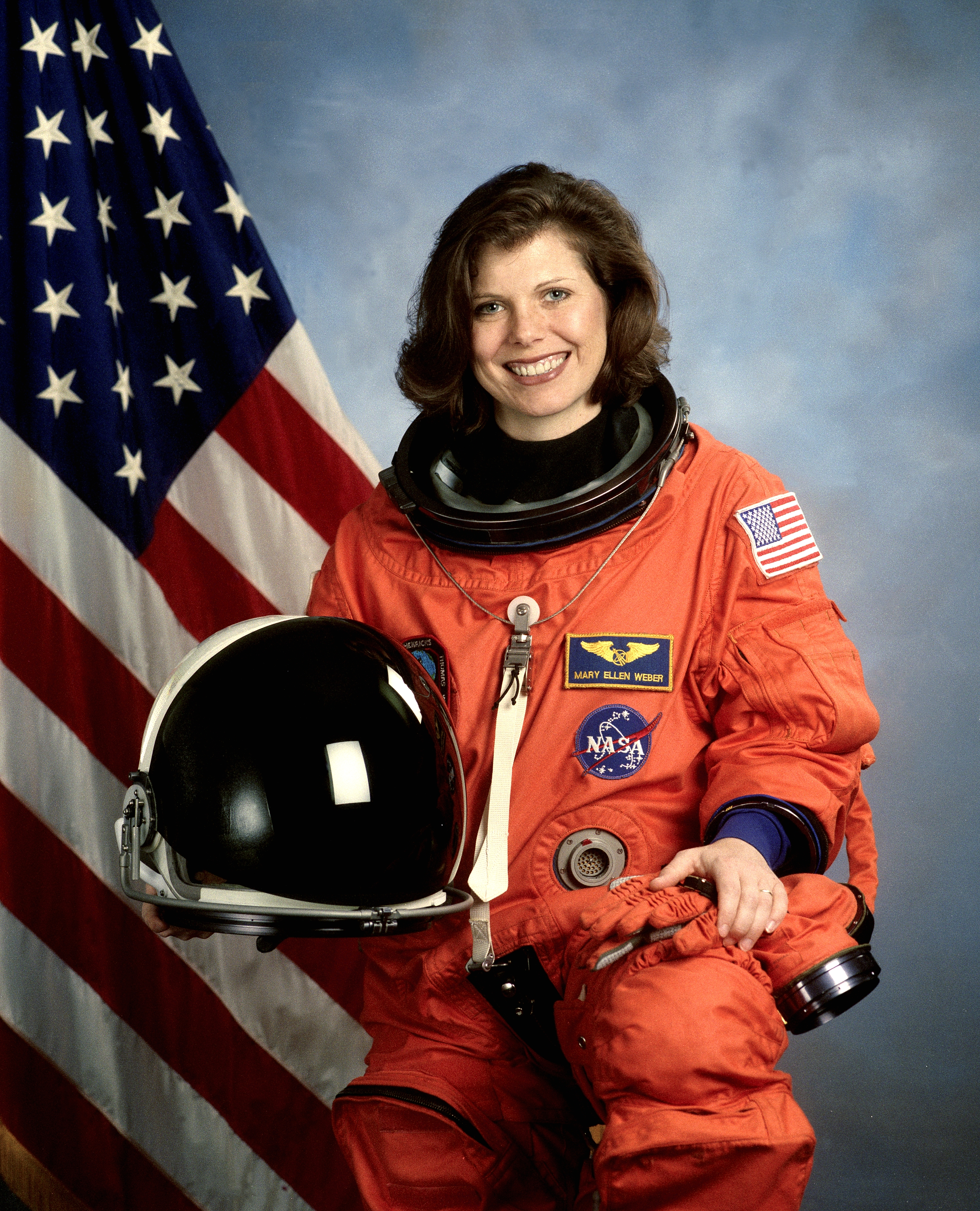
Mary Ellen Weber
(* 1962)

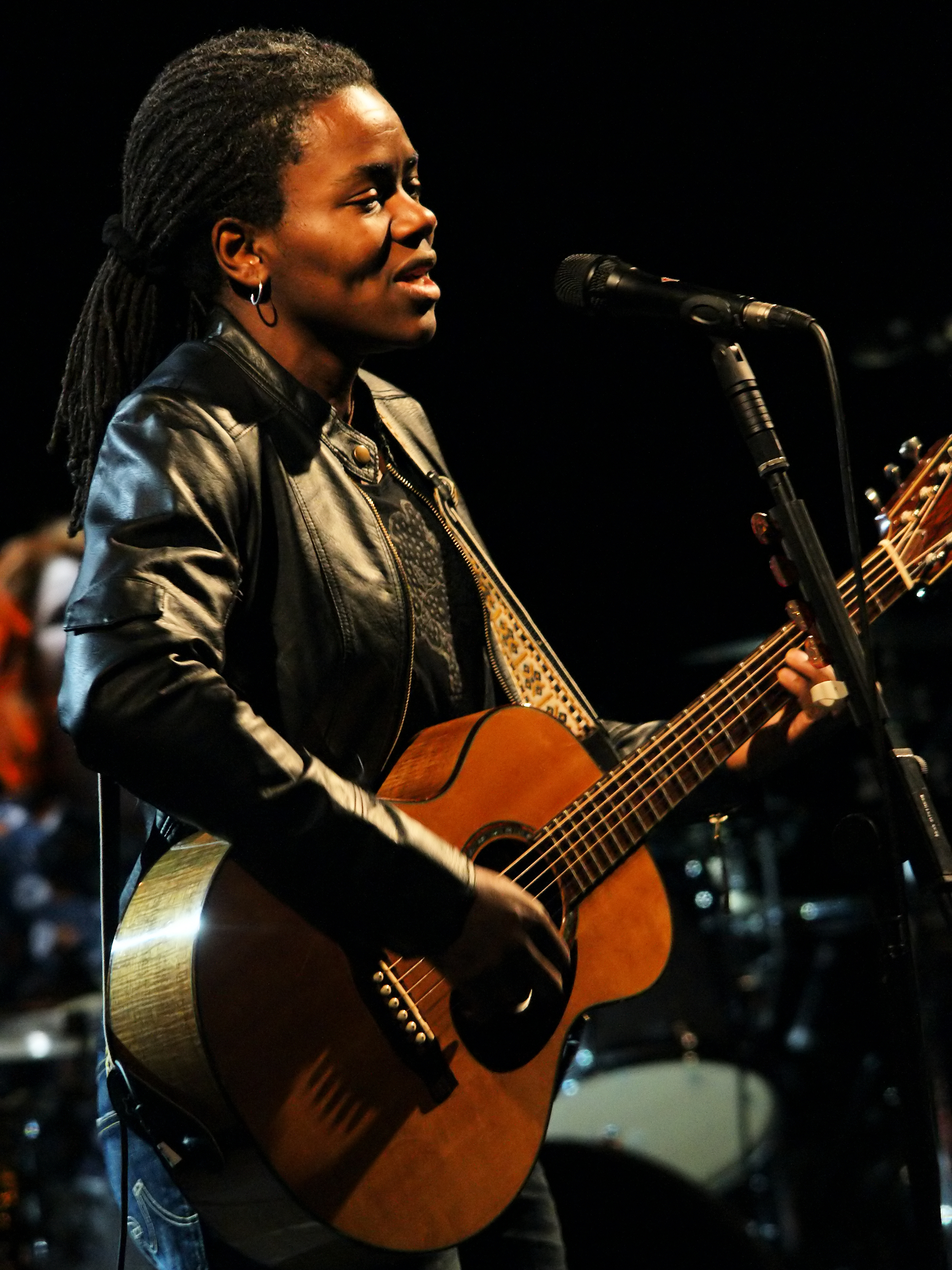
Tracy Chapman
(* 1964)

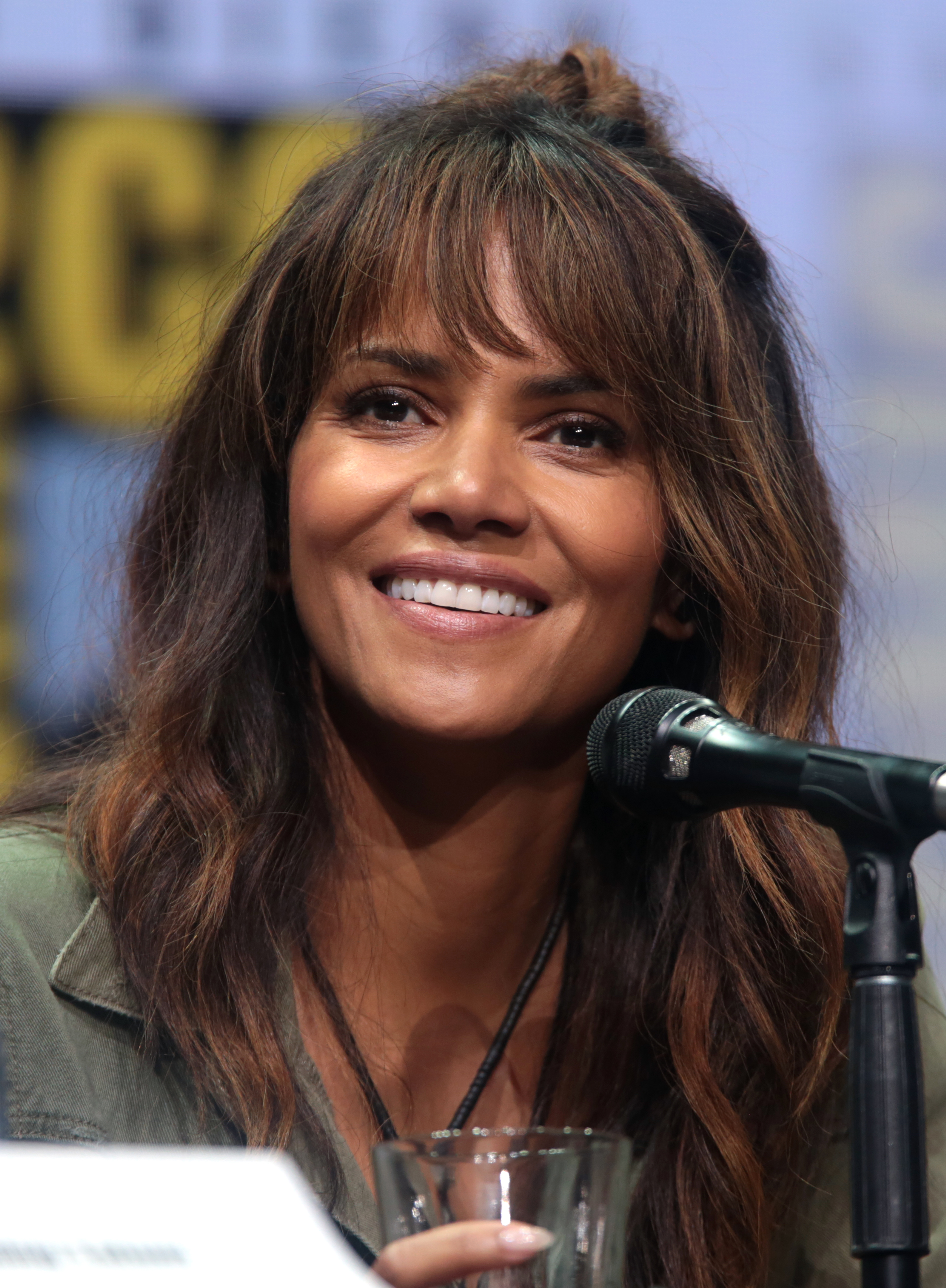
Halle Berry
(* 1966)

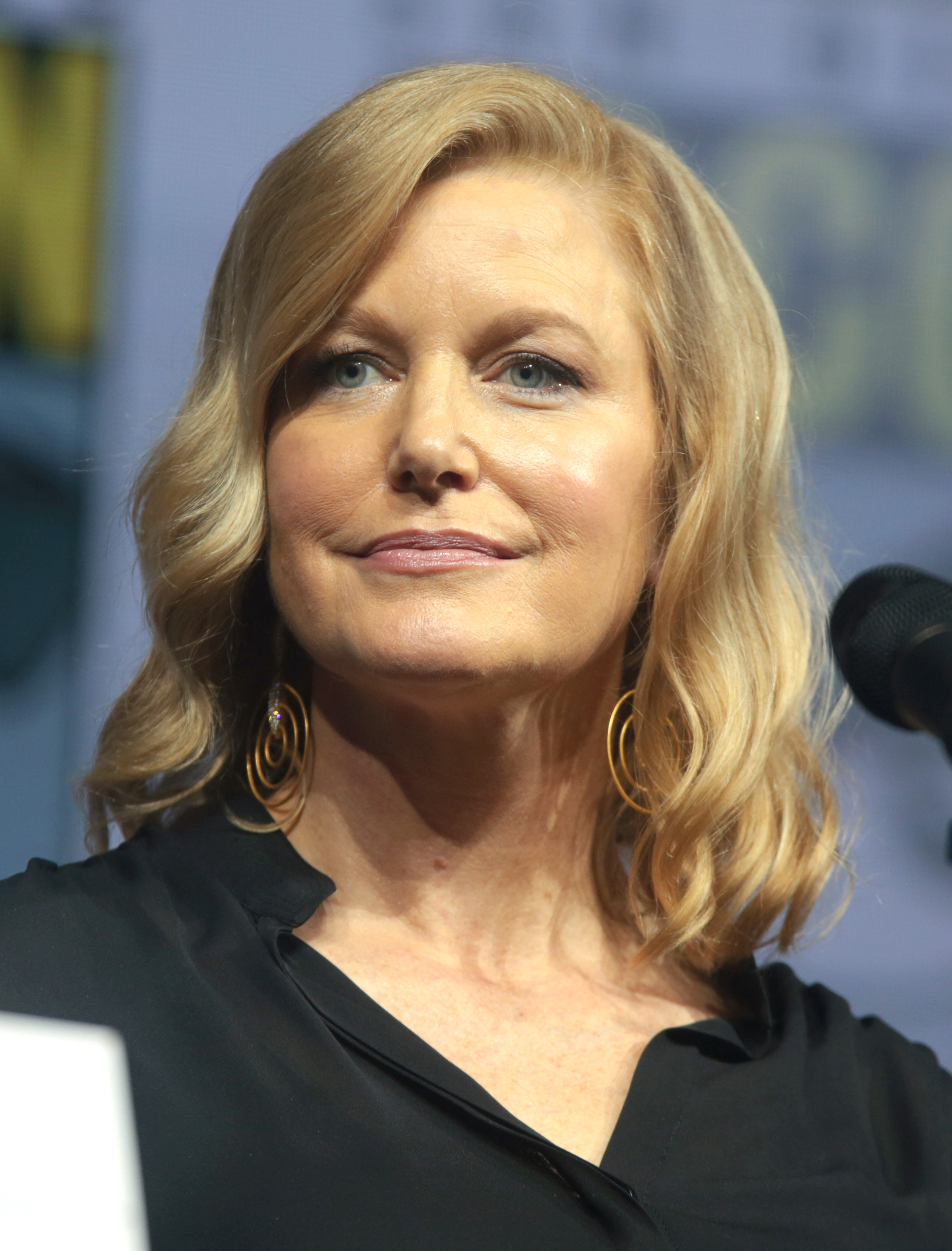
Anna Gunn
(* 1968)

- Jim Brickman (* 1961), Pianist und Songwriter
- Mark Buchanan (* 1961), Physiker
- Evan Fallenberg (* 1961), Schriftsteller
- Michael X. Garrett (* 1961), General der United States Army
- Kim Märkl (* 1961), Schriftstellerin, Komponistin und Klarinettistin
- Brian Azzarello (* 1962), Comicautor
- Richard Brooks (* 1962), Schauspieler
- Gilby Clarke (* 1962), Gitarrist
- John Zderko (1962–2022), Schauspieler
- Thomas Jefferson (* 1962), Leichtathlet
- Daniel Waters (* 1962), Drehbuchautor und Regisseur
- Mary Ellen Weber (* 1962), Astronautin
- Erich Gliebe (* 1963), Neonazi-Aktivist
- Charles Oakley (* 1963), Basketballspieler
- Dizzy Reed (* 1963), Rockmusiker
- Eugene Scalia  (* 1963), Jurist und Minister
- Tracy Chapman (* 1964), Sängerin
- David Ellett (* 1964), kanadischer Eishockeyspieler
- Mark Waters (* 1964), Regisseur
- Steven Adler (* 1965), Schlagzeuger
- Marc Kamionkowski (* 1965), theoretischer Astrophysiker
- Mitch Longley (* 1965), Schauspieler

##### 1966–1970
- Camille Benjamin (* 1966), Tennisspielerin
- Halle Berry (* 1966), Filmschauspielerin
- Gerald Levert (1966–2006), Sänger
- Dav Pilkey (* 1966), Autor und Illustrator
- Linda Rocco (* 1966), Sängerin und Texterin
- Tom Tupa (* 1966), American-Football-Spieler
- Brian Michael Bendis (* 1967), Comicautor
- John Popper (* 1967), Bluesmusiker
- Nina Turner (* 1967), Politikerin
- Lee Unkrich (* 1967), Filmeditor und Filmregisseur
- Anna Gunn (* 1968), Schauspielerin und Synchronsprecherin
- Sean Levert (1968–2008), Sänger
- Aylam Orian (* 1968), Schauspieler
- Max Perlich (* 1968), Schauspieler=
- Walter Belcher (* 1969), Sänger und Schauspieler
- Stuart Blumberg (* 1969), Drehbuchautor, Produzent und Schauspieler
- James Frey (* 1969), Schriftsteller
- Paula Jai Parker (* 1969), Schauspielerin und Comedian
- Melanie Valerio (* 1969), Schwimmerin
- Ray Austin (* 1970), Boxer
- Desmond Howard (* 1970), American-Football-Spieler
- Anthony Russo (* 1970), Filmregisseur, Drehbuchautor und Filmproduzent

#### 1971–1980
- Walter Blanding Jr. (* 1971), Jazzmusiker

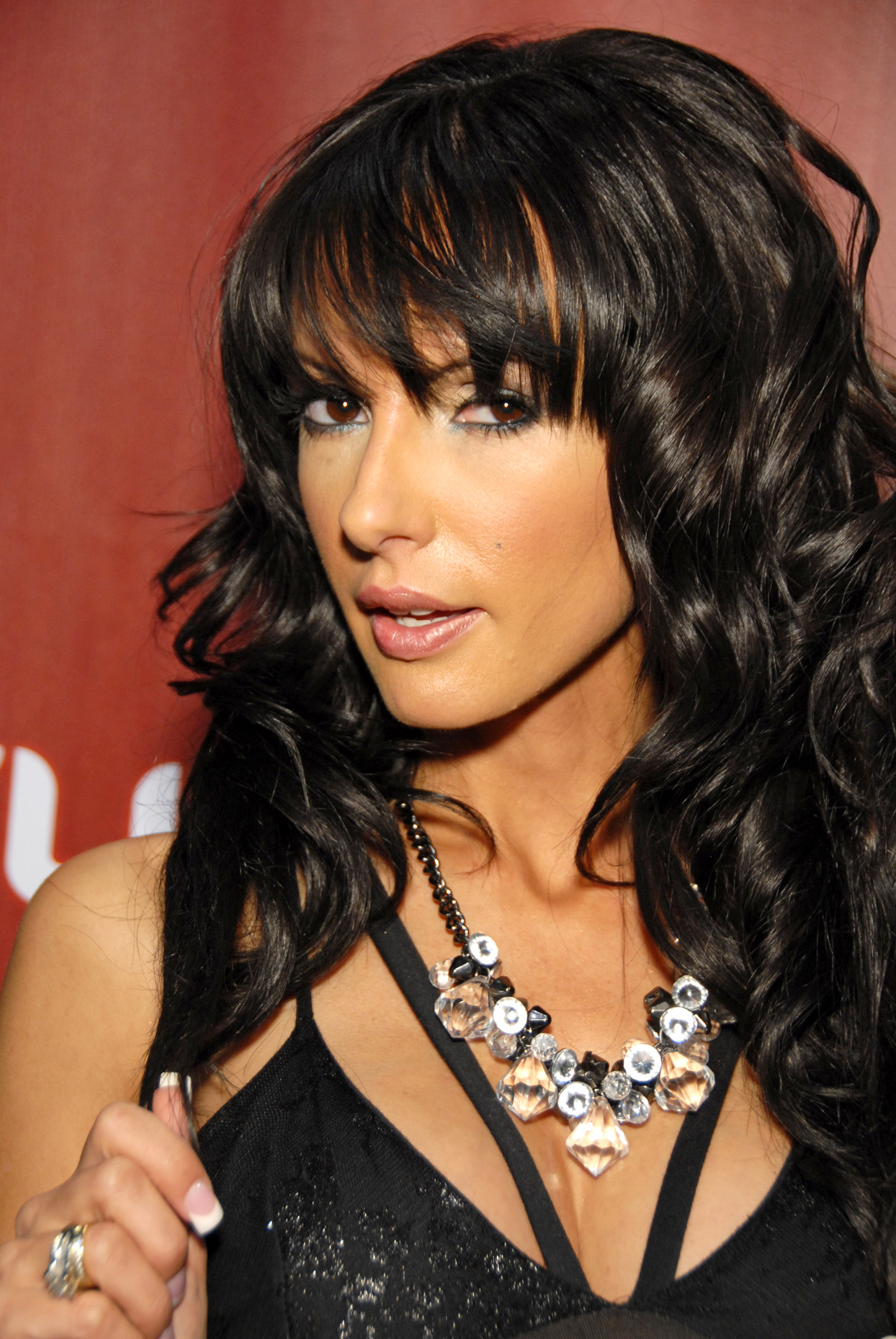
Catalina Cruz
(* 1979)

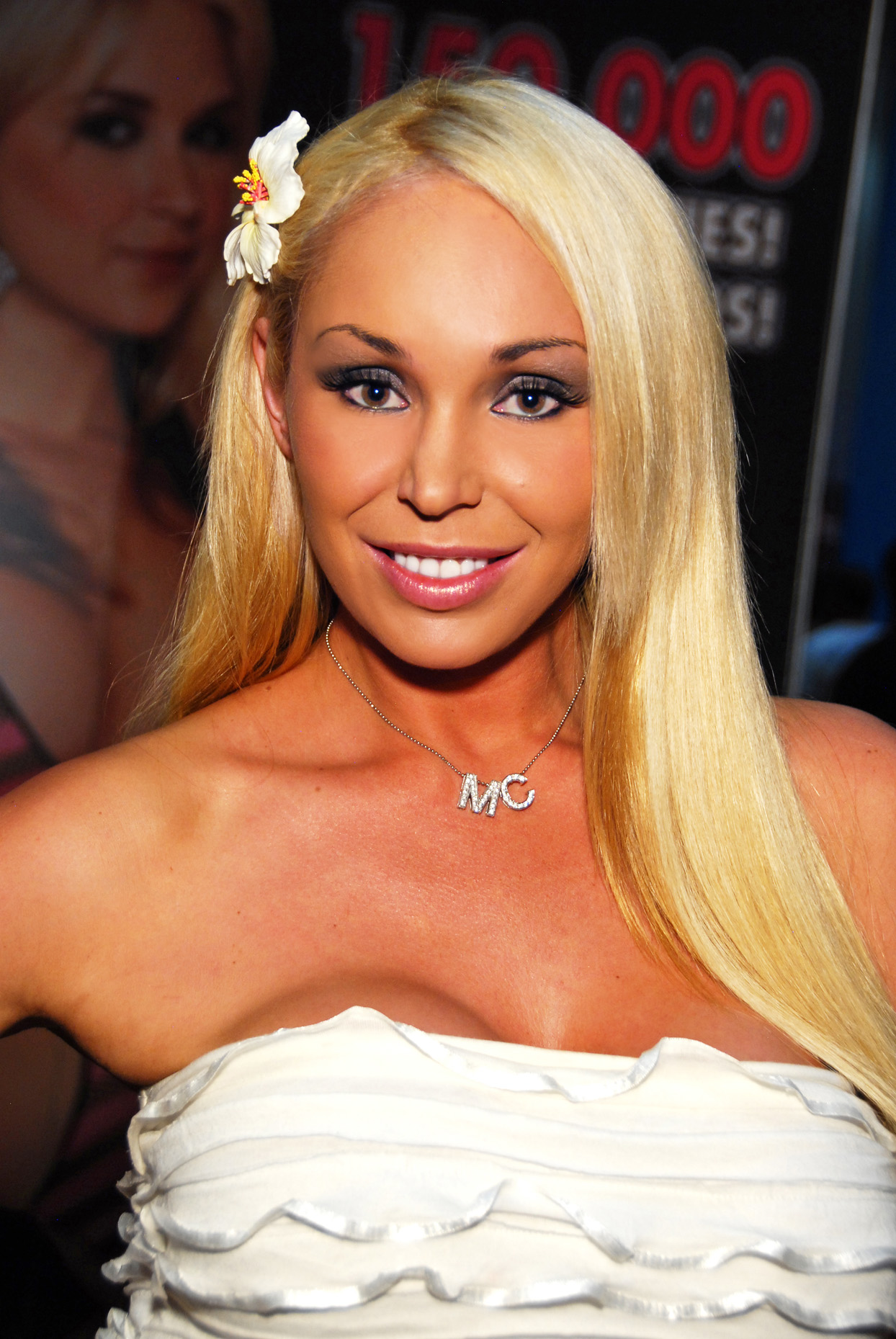
Mary Carey
(* 1980)

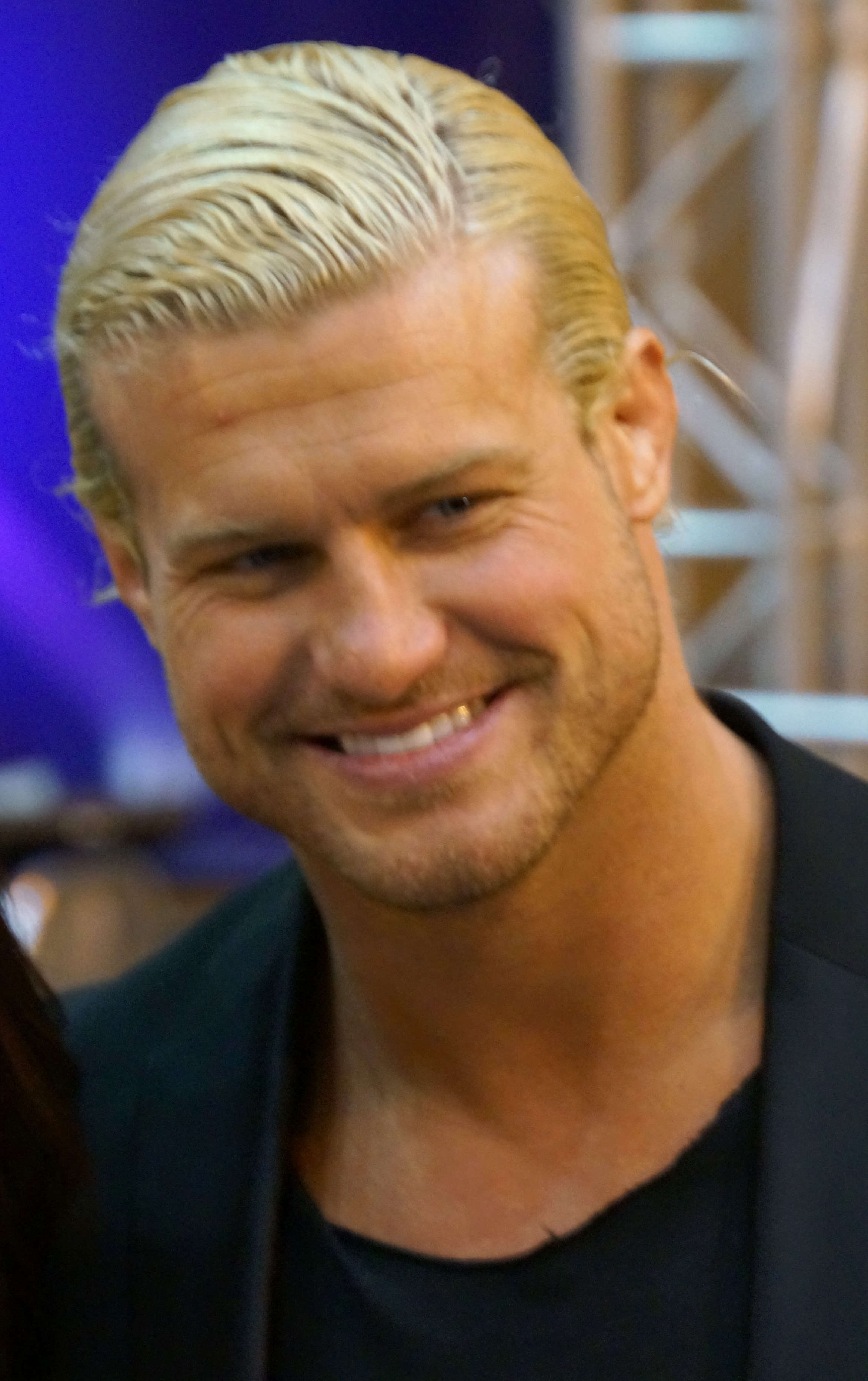
Dolph Ziggler
(* 1980)

- Derrick Green (* 1971), Hardcore- und Metal-Sänger, Frontmann der Band Sepultura
- Jonathan Miles (* 1971), Journalist und Schriftsteller
- Monica Potter (* 1971), Schauspielerin
- Vasik Rajlich (* 1971), Schachspieler
- Joe Russo (* 1971), Filmregisseur, Drehbuchautor und Filmproduzent
- Brian Stepanek (* 1971), Schauspieler
- Claude VonStroke (* 1971), Techno/House-Musiker und -DJ
- Timothy Mack (* 1972), Stabhochspringer
- Ian Moran (* 1972), Eishockeyspieler
- Adam John Parker (* 1972), römisch-katholischer Geistlicher, Weihbischof in Baltimore
- Anthony Doerr (* 1973), Schriftsteller
- Krayzie Bone (* 1974), Rapper
- Alexander Brandon (* 1974), Musiker
- Brian Currutt (* 1974), Freestyle-Skier
- Warren Ostergard (* 1974), Filmproduzent und Schauspieler
- Bumper Robinson (* 1974), Schauspieler und Synchronsprecher
- Layzie Bone (* 1975), Rapper
- London Fletcher (* 1975), American-Football-Spieler
- Earl Boykins (* 1976), Basketballspieler
- Jazsmin Lewis (* 1976), Schauspielerin
- Brian K. Vaughan (* 1976), Comicautor
- Joe Zelenka (* 1976), American-Football-Spieler
- Johnny Hazzard (* 1977), Pornodarsteller
- Katie McGregor (* 1977), Cross- und Marathonläuferin
- James Posey (* 1977), Basketballspieler
- Avant (* 1978), Sänger
- Tina George (* 1978), Ringerin
- Peter Lu (* 1978), Physiker
- Catalina Cruz (* 1979), Pornodarstellerin
- J. R. Bremer (* 1980), Basketballspieler
- Mary Carey (* 1980), Pornodarstellerin und Politikerin
- Andy Hrovat (* 1980), Ringer
- Jerome Jennings (* 1980), Jazzmusiker
- Michael Kennedy (* 1980), Drehbuchautor
- Michael Rupp (* 1980), Eishockeyspieler
- Dolph Ziggler (* 1980), Wrestler

#### 1981–1990

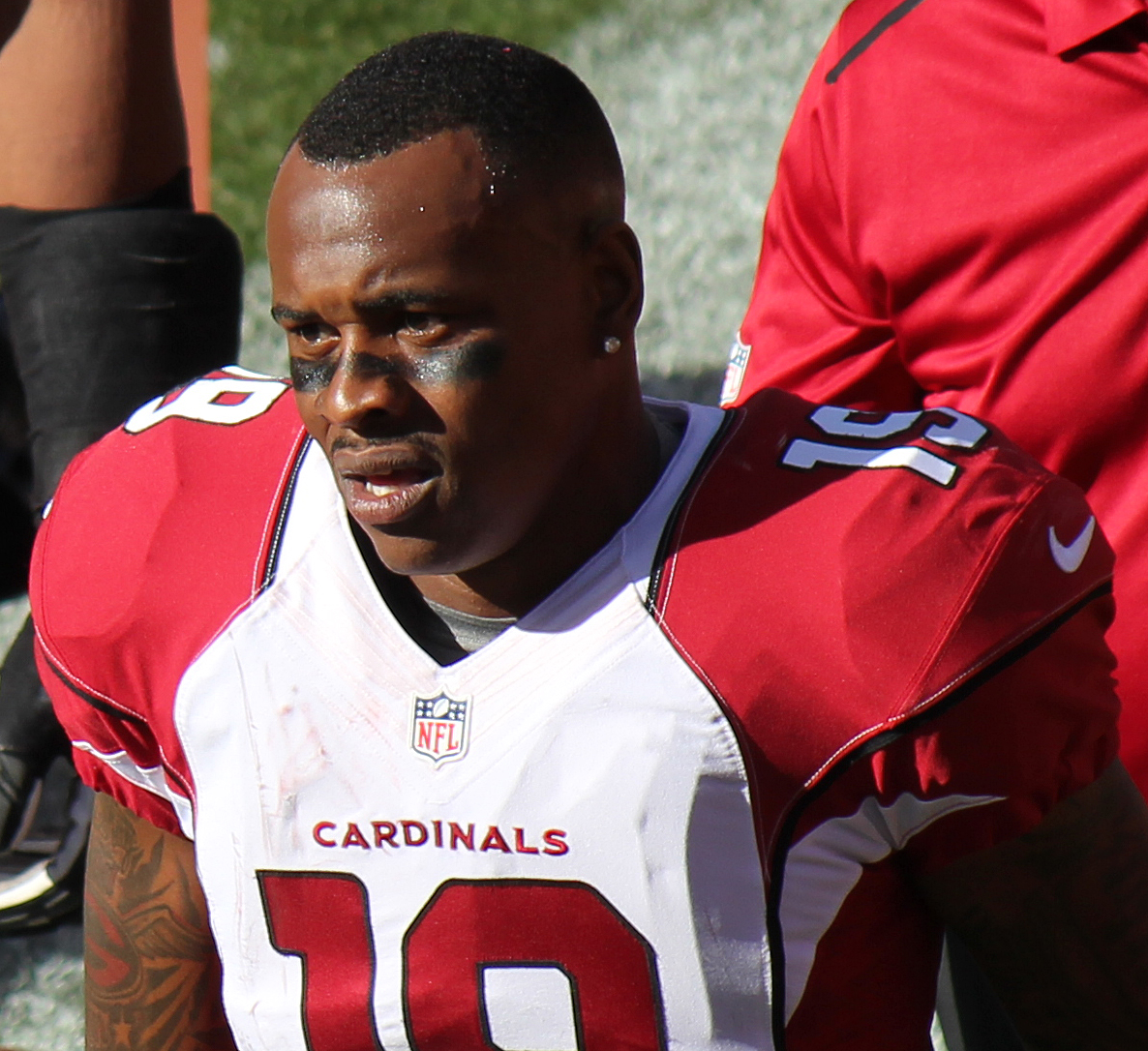
Ted Ginn Jr.
(* 1985)

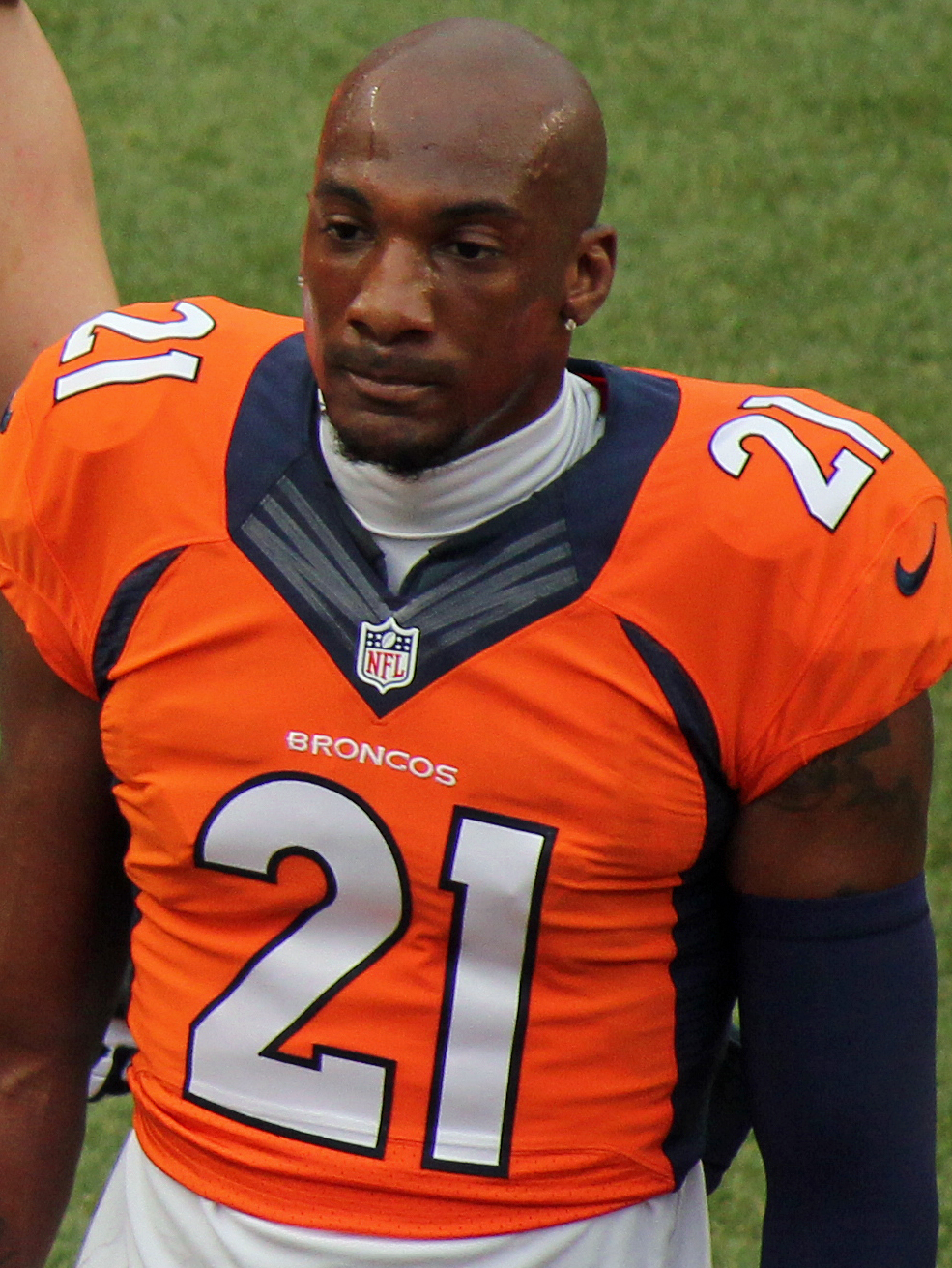
Aqib Talib
(* 1986)

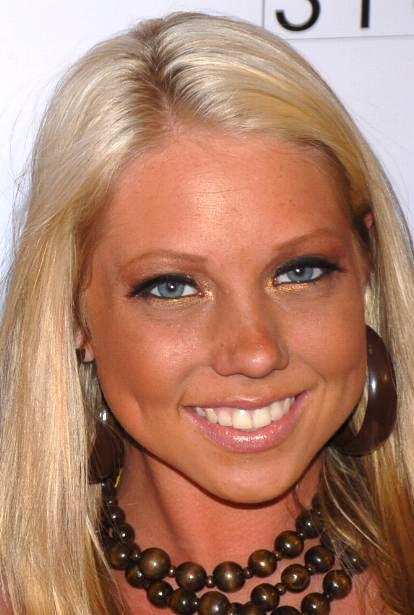
Shawna Lenee
(* 1987)

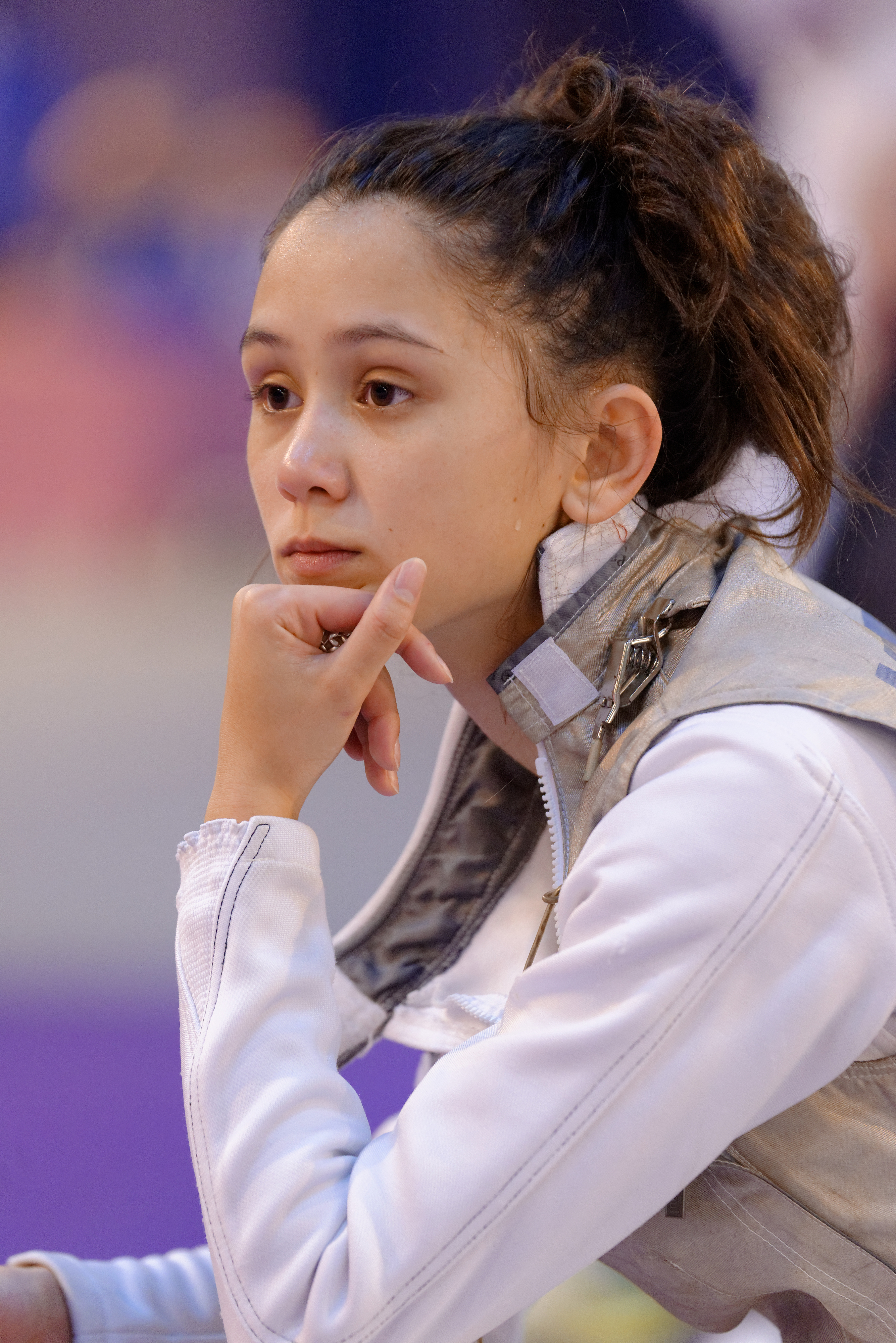
Lee Kiefer
(* 1994)

Lili Reinhart
(* 1996)

- Vanessa Bayer (* 1981), Komikerin und Schauspielerin
- Jamie Moriarty (* 1981), Bobsportler[7]
- Toccara Montgomery (* 1982), Ringerin
- Diana Munz (* 1982), Schwimmerin[8]
- Omari Westley (* 1982), Basketballspieler
- Mickey Bey (* 1983), Profiboxer
- John Sutherland (* 1983), Sänger
- Kendall Chones (* 1984), Basketballtrainer und -spieler
- Kid Cudi (* 1984), Rapper und Produzent
- Erik (* 1984), Wrestler
- Anthony Gonzalez (* 1984), Politiker und American-Football-Spieler
- Joe Kurak (* 1984), Schauspieler und Stuntman
- Rob Mayes (* 1984), Schauspieler und Model
- Jason Trusnik (* 1984), American-Football-Spieler
- Nick Gehlfuss (* 1985), Schauspieler
- Ted Ginn Jr. (* 1985), American-Football-Spieler
- Donte Whitner (* 1985), Footballspieler
- Simone Jelks (* 1986), Basketballschiedsrichterin
- Natalie Prass (* 1986), Singer-Songwriterin
- Aqib Talib (* 1986), Footballspieler
- Bridget Franek (* 1987), Hindernisläuferin
- Terrell Gausha (* 1987), Profiboxer im Mittelgewicht
- Charles Hamilton (* 1987), Rapper
- Jason Kelce (* 1987), American-Football-Spieler
- Shawna Lenee (* 1987), Pornodarstellerin
- Justin Morrow (* 1987), Fußballspieler
- Steven Wolansky (* 1987/88), Pokerspieler
- Steven Caple Jr. (* 1988), Regisseur, Filmproduzent und Drehbuchautor
- David Lighty (* 1988), Basketballspieler
- Matthew McLean (* 1988), Schwimmer[9]
- Kelli Stack (* 1988), Eishockeyspielerin
- Keelin Winters (* 1988), Fußballspielerin
- John Albert (* 1989), Eishockeyspieler
- Raynell Williams (* 1989), Boxer
- Tonisha Baker (* 1990), Basketballspielerin
- Megan Stalter (* 1990), Komikerin und Schauspielerin

#### 1991–2000
- DaBaby (* 1991), Rapper
- Jayrone Elliott (* 1991), American-Football-Spieler
- Avery Williamson (* 1992), American-Football-Spieler
- Alina Baraz (* 1993), Sängerin und Songwriterin
- Imani Hakim (* 1993), Schauspielerin
- Justin Hardee (* 1994), American-Football-Spieler
- Lee Kiefer (* 1994), Fechterin[10]
- Michael Roberts (* 1994), American-Football-Spieler
- Eric Wilson (* 1994), American-Football-Spieler
- Jerome Baker (* 1996), American-Football-Spieler
- Marshon Lattimore (* 1996), American-Football-Spieler
- Lili Reinhart (* 1996), Schauspielerin
- KennyHoopla (* 1997), Sänger, Songwriter und Rapper
- Omari Spellman (* 1997), Basketballspieler
- Karin Heisen (* 1998), Fußballspielerin
- EJ Onu (* 1999), Basketballspieler

#### Geburtsjahr unbekannt
- Bryant Clifford Meyer (* 20. Jh.), Rockmusiker
- Sharon Stanis (* 20. Jh.), klassische Geigerin und Musikpädagogin

### 21. Jahrhundert
- Isabela Moner (* 2001), Schauspielerin und Sängerin
- Bronny James (* 2004), Basketballspieler

## Berühmte Einwohner von Cleveland

Reuben Wood
(1793–1864)

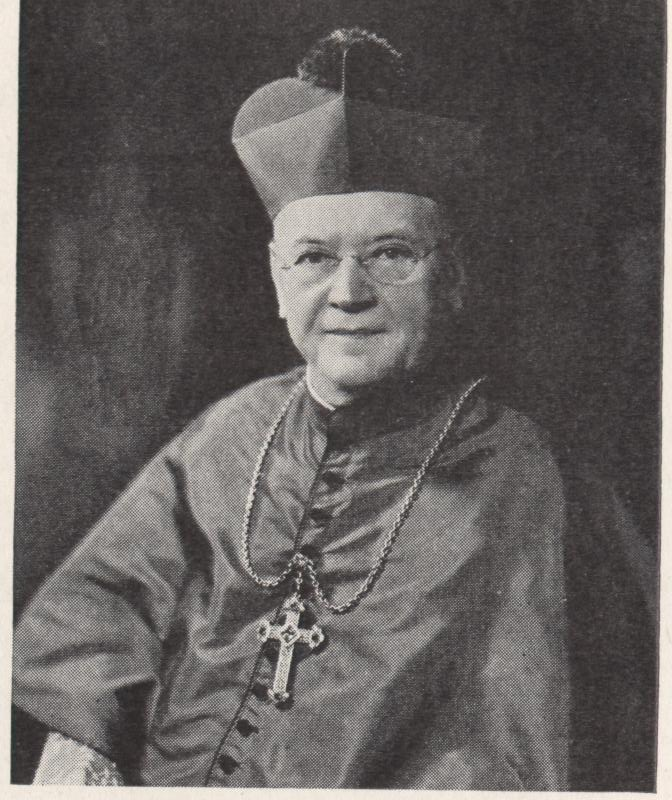
Joseph Schrembs
(1866–1945)

- Reuben Wood (1793–1864), Politiker; Gouverneur von Ohio
- Henry B. Payne (1810–1896), Politiker
- John Brough (1811–1865), Politiker
- Philipp Bickel (1829–1914), baptistischer Theologe und Publizist
- John D. Rockefeller (1839–1937), Unternehmer
- Charles Francis Brush (1849–1929), Erfinder, Unternehmer und Philanthrop
- Joseph Schrembs (1866–1945), römisch-katholischer Erzbischof von Cleveland
- Newton Diehl Baker junior (1871–1937), Bürgermeister von Cleveland und US-Kriegsminister
- Cyrus Locher (1878–1929), Politiker
- George Szell (1897–1970), Dirigent
- Eliot Ness (1903–1957), Prohibitions- und Anti-Korruptions-Agent
- Anthony J. Celebrezze (1910–1998), Bürgermeister von Cleveland und US-Gesundheitsminister
- Emmett Berry (1915–1992), Jazztrompeter
- Minnie Gentry (1915–1993), Schauspielerin
- Frederick Chapman Robbins (1916–2003), Mikrobiologe und Nobelpreisträger
- Paul Newman (1925–2008), Filmschauspieler
- Willie Smith (1926–2009), Jazz-Altsaxophonist, Arrangeur und Komponist
- Bobby Jones (1928–1980), Jazzmusiker
- Annie Easley (1933–2011), Mathematikerin und Informatikerin
- Roger Zelazny (1937–1995), Fantasy-Schriftsteller
- Eric Singer (* 1958), Schlagzeuger
- Nelson Jesus Perez (* 1961), römisch-katholischer Bischof von Cleveland von 2017 bis 2020
- Bizzy Bone (* 1976), Rapper
- Machine Gun Kelly (* 1990), Sänger